# Список померлих 1983 року
Це список значимих людей, що померли 1983 року, упорядкований за датою смерті.

## Січень

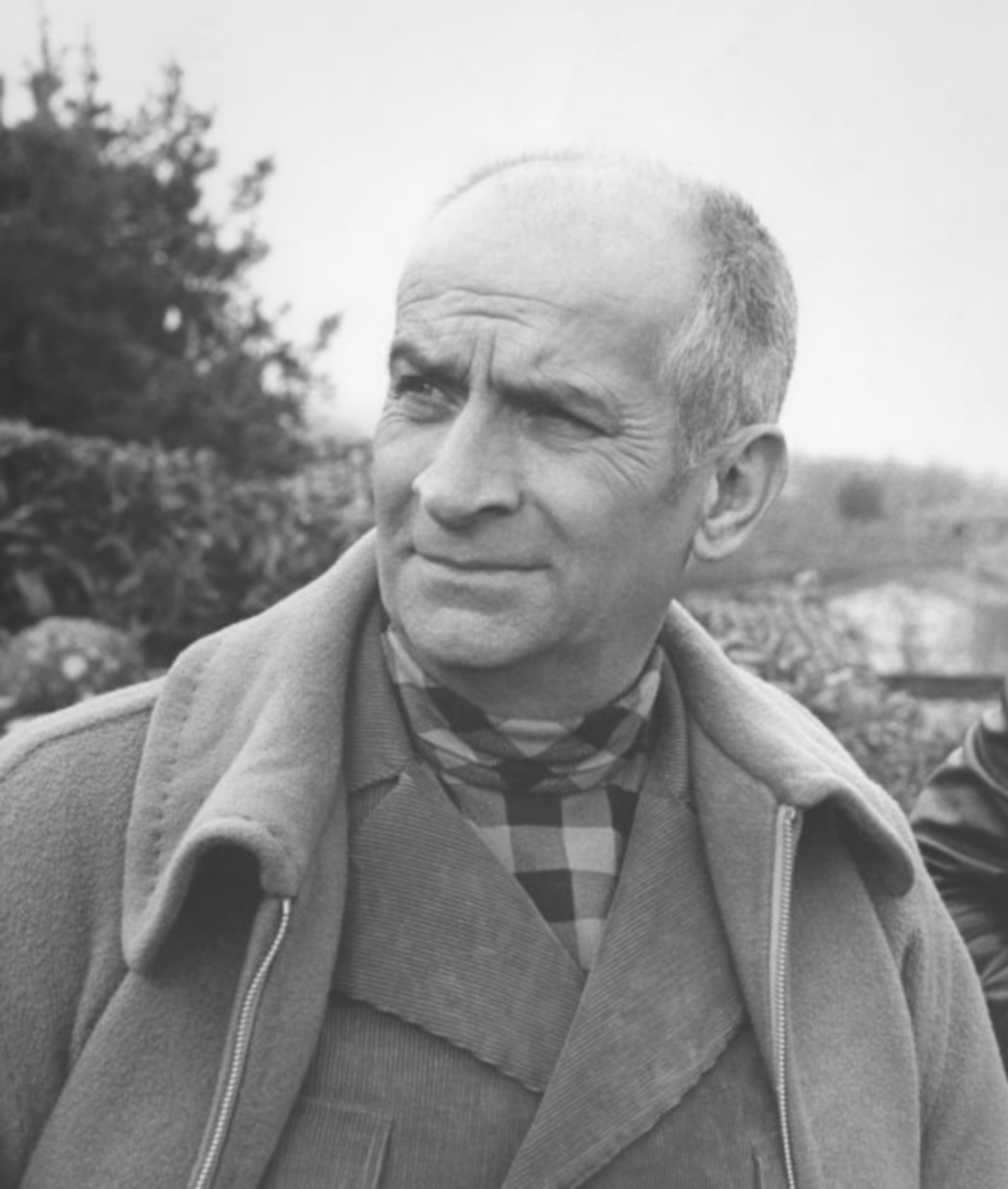
Луї де Фюнес
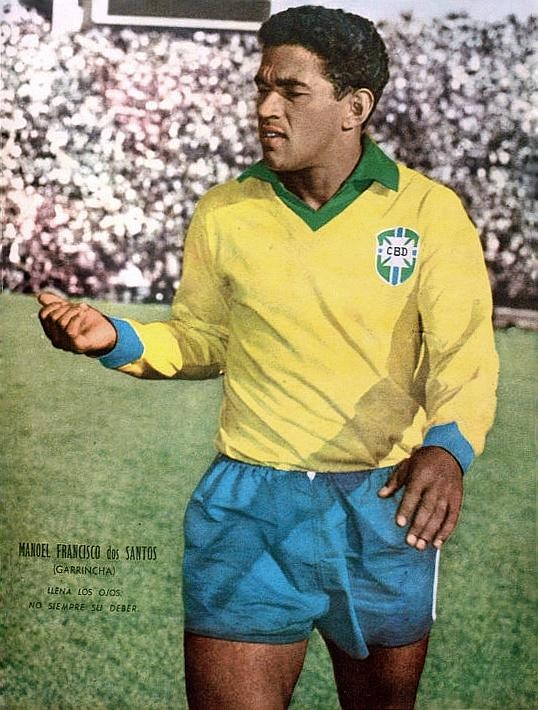
Гаррінча
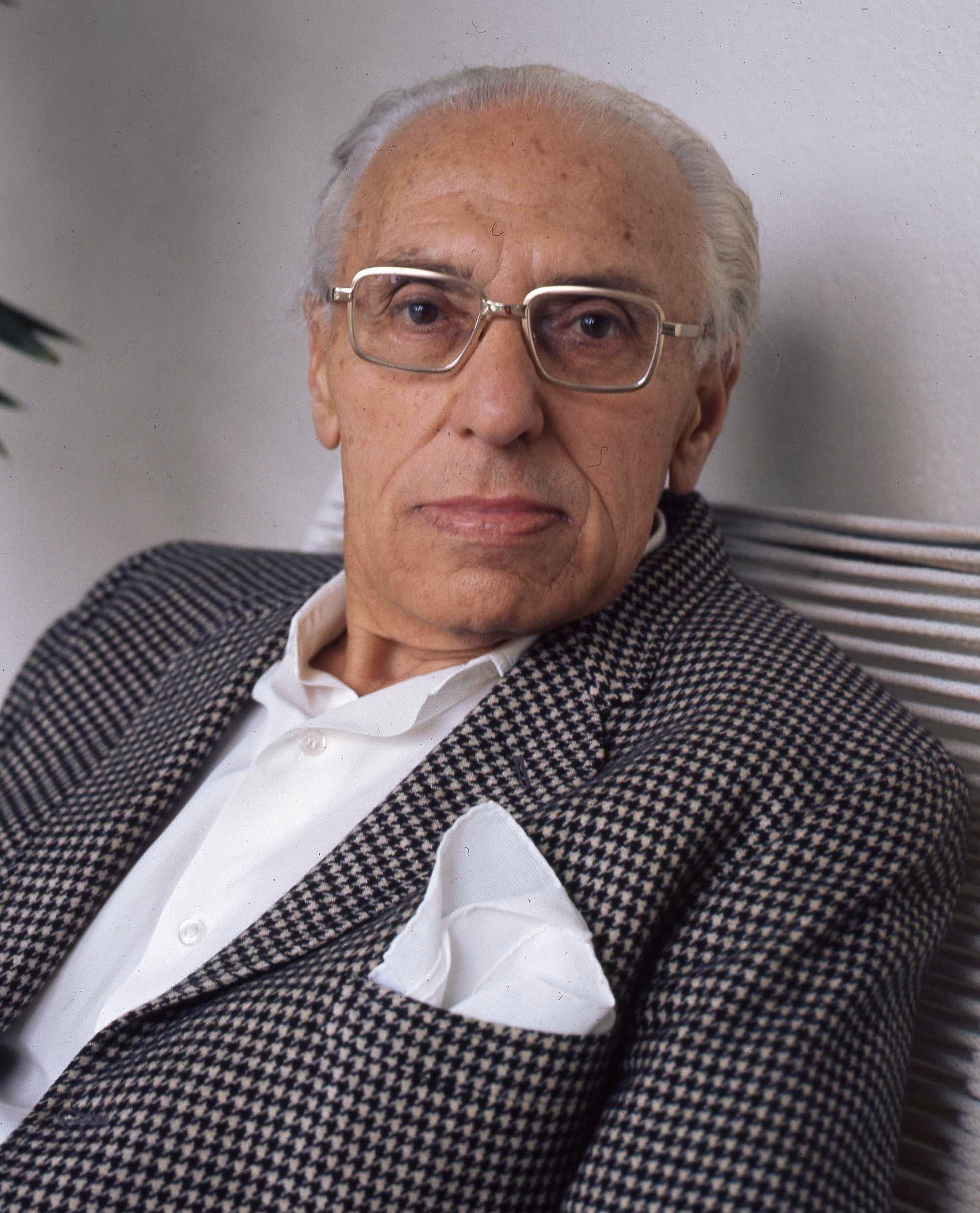
Джордж К'юкор
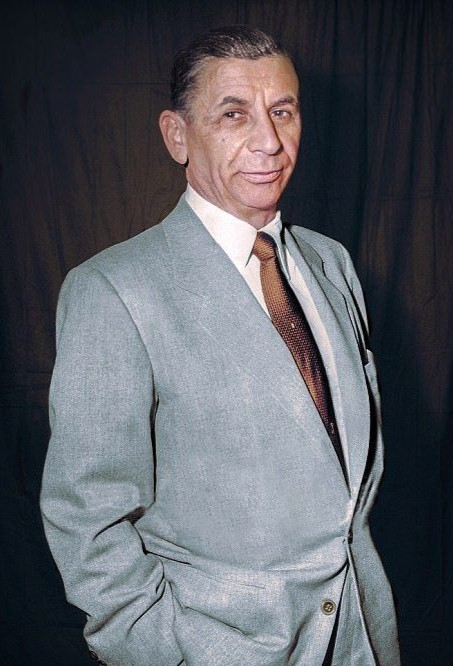
Меєр Ланськи
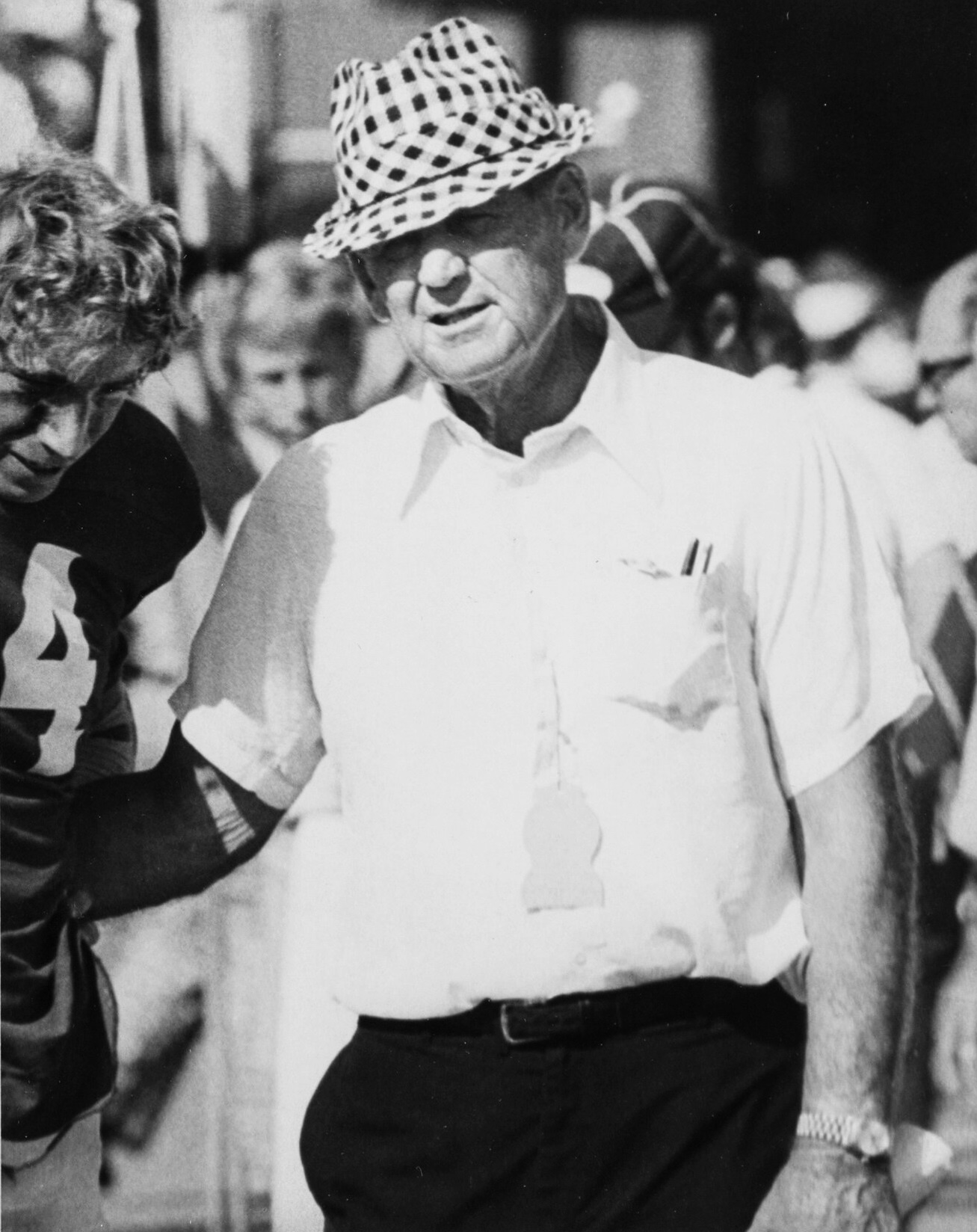
Ведмідь Брайант
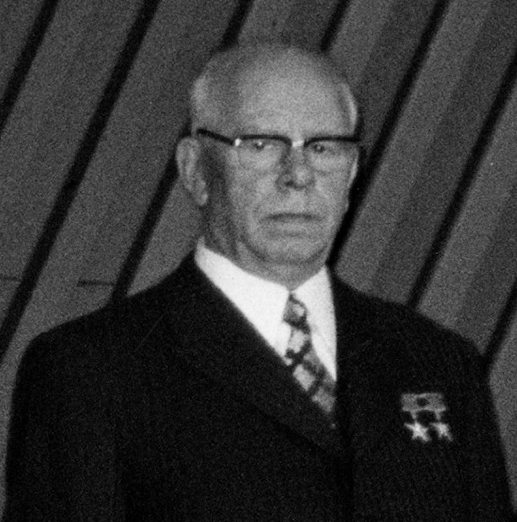
Микола Підгорний
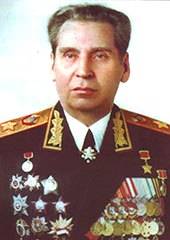
Микола Огарков

1 січня — Тимошук Лідія Феодосіївна, радянська лікарка-кардіолог, стала відомою завдяки резонансній справі лікарів 1953 року (*1898)
1 січня — Білл Стірлінг, шотландський офіцер британської армії, який служив під час Другої світової війни (*1911)
1 січня — Дара Нусерванджі Хуроді, індійський підприємець (*1906)
2 січня — Дік Емері, англійський комік (*1915)
2 січня — Францішек Вуйціцький, польський юрист і народний діяч, депутат Законодавчого сейму (*1900)
3 січня — Казі Куадер Ньюаз, бенгальський поет (*1909)
4 січня — Сагар Сен, бенгальський співак (*1932)
4 січня — Цай Пейхуо, тайванський політик (*1889)
6 січня — Дуонг Дунг, генерал Народно-визвольної армії Китаю, китайський політик (*1913)
6 січня — Ян Юн, китайський військовий і політик (*1913)
7 січня — Фаїка бін Фуад, третя донька короля Єгипту Фуада I і королеви Назлі та рідна сестра короля Фарука (*1926)
8 січня — Ґергард Баркгорн, німецький військовий льотчик (*1919)
8 січня — Хюсейн Алп, турецький баскетболіст і актор (*1935)
9 січня — Ітіро Накагава, японський політик (*1925)
9 січня — Кан Раян Вук, корейський пресвітеріанський пастор і педагог японського колоніального періоду, педагог і політик у Корейській Народно-Демократичній Республіці (*1903)
9 січня — Пак Сон Чон, педагогиня японського колоніального періоду, південнокорейська письменниця, активістка за права жінок і політикиня (*1898)
10 січня — Рой ДеМео, американський бандит із злочинної родини Гамбіно в Нью-Йорку (*1940)
11 січня — Підгорний Микола Вікторович, радянський державний і партійний діяч, перший секретар ЦК КПУ (1957—1963), голова Президії Верховної Ради СРСР (1965—1977), двічі Герой Соціалістичної Праці (*1903)
15 січня — Меєр Ланськи, американський кримінальний діяч єврейського походження (*1902)
16 січня — Володимир Бакарич, югославський політичний діяч, Народний герой Югославії (*1912)
16 січня — Дудлс Вівер, американський актор, комік і музикант (*1911)
17 січня — Саріно Мангунпраното, міністр освіти та культури Індонезії (*1910)
18 січня — Артуро Умберто Ільїя, президент Аргентини з 1963 по 1966 р. (*1900)
19 січня — Вольфганг Штумпф, німецький актор (*1909)
19 січня — Халіл Есфандіарі-Бахтіарі, іранський політик і дипломат (*1901)
20 січня — Гаррінча, бразильський футболіст (*1933)
20 січня — Аллен Дорфман, американський бізнесмен, засуджений за злочини та вбитий (*1923)
20 січня — Арі Дірк Бестебрюртьє, нідерландський військовик (*1916)
21 січня — Маслюченко Варвара Олексіївна, українська радянська акторка, дружина українського письменника Остапа Вишні (*1902)
21 січня — Дана Меджицька, чеська акторка (*1920)
21 січня — Кемаль Більбашар, турецький письменник, прозаїк (*1910)
23 січня — Огарков Микола Васильович, радянський воєначальник, начальник Генерального штабу СРСР (1977—1984), Маршал Радянського Союзу, Герой Радянського Союзу (*1917)
24 січня — Джордж К'юкор, американський кінорежисер і продюсер (*1899)
24 січня — Йоган Греттумсбротен, норвезький двоборець та лижник (*1899)
24 січня — Хуан Карлос Сабала, аргентинський легкоатлет, який спеціалізувався в бігу на довгі дистанції та марафонському бігу (*1911)
24 січня — Авдо Гумо, громадсько-політичний діяч СФР Югославії та СР Боснії і Герцеговини, національний герой Югославії (*1914)
24 січня — Лю Кесюань, гонконгський кіноактор та кантонський оперний актор (*1904)
25 січня — Ахмед Аль-Дулаймі, марокканський генерал (*1931)
25 січня — Лі Сон Сон, південнокорейський фехтувальник (*1916)
26 січня — Ведмідь Брайант, американський гравець в американський футбол (*1913)
26 січня — Фуад Зікрі, командувач Військово-морськими силами Єгипту у Війні Судного дня (*1923)
27 січня — Жорж Бідо, прем'єр-міністр Франції у 1946 р. та від 1949 до 1950 р., фактичний очільник держави в 1946 р. (*1899)
27 січня — Іхініо Моріньїґо, президент Парагваю, диктатор з 1940 по 1948 р. (*1897)
27 січня — Луї де Фюнес, французький актор (*1914)
27 січня — Кану Банерджі, бенгальський актор театру та кіно (*1905)
27 січня — Махмуд Ісмаїл, єгипетський актор, радіосценарист і кінорежисер (*1914)
28 січня — Клод Папі, французький футболіст, півзахисник (*1949)
28 січня — Френк Форд, прем'єр-міністр Австралії у 1945 р. (*1890)
28 січня — Ар'є Каплан, ортодоксальний єврейсько-американський рабин (*1934)
28 січня — Біллі Ф'юрі, англійський музикант (*1940)
28 січня — Керрі Бак, позивачка у справі Верховного суду США Бак проти Белла з приводу примусової стерилізації (*1906)
28 січня — Левон Екмекчіян, вірменський бойовик АСАЛА (*1958)
28 січня — Сліман Азем, алжирський музикант, пісняр (*1918)
29 січня — Вінченцо Касільо, італійський мафіозі (*1942)
29 січня — Пілу Моді, індійський політик (*1926)
29 січня — Рут Ірен Калдер, німецька косметологиня, що мала стосунки з комендантом концтабору Плашув Амоном Ґетом (*1918)
29 січня — Хасан Багері, іранський військовий офіцер і журналіст, учасник ірано-іракської війни (*1956)
30 січня — Алан Каннінгем, британський воєначальник, генерал, учасник Першої та Другої світових воєн (*1887)
30 січня — Фріц Махлуп, австро-американський економіст (*1902)

## Лютий

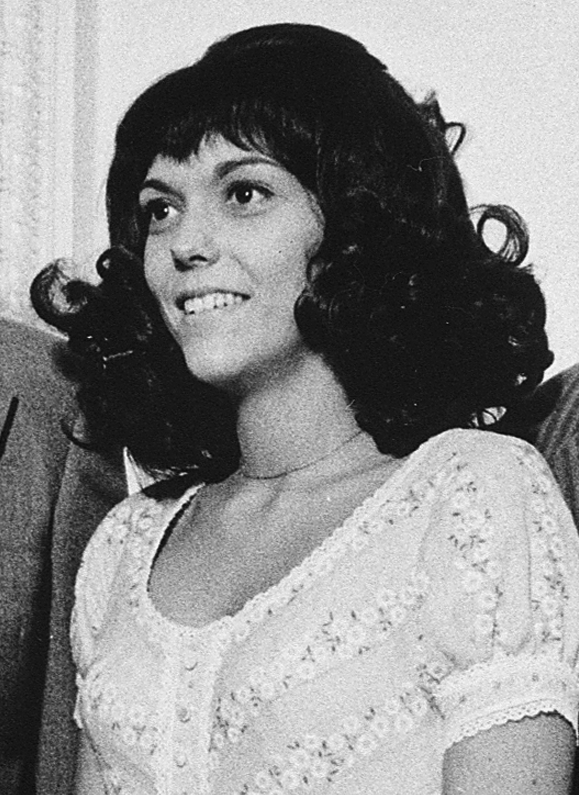
Карен Карпентер
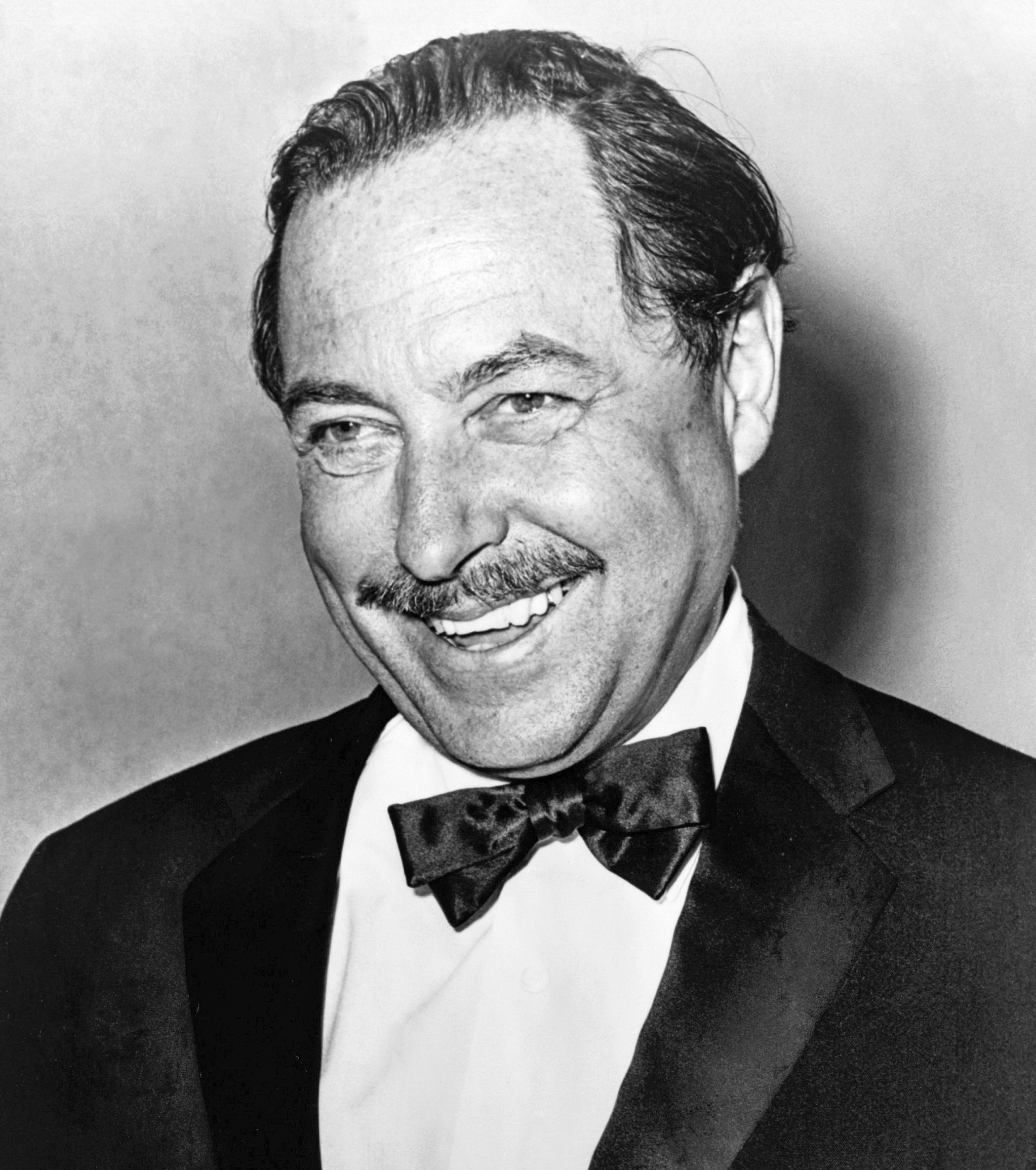
Теннессі Вільямс

2 лютого — Сензабуро Фукамі, японський комік, театральний актор, режисер і сценарист (*1923)
2 лютого — Ханг Фуонг, в'єтнамська поетеса (*1908)
3 лютого — Фернандо Артола, баскський письменник (*1910)
4 лютого — Карен Карпентер, американська співачка і барабанщиця (*1950)
5 лютого — Іцхак Ольшан, другий голова Верховного суду Ізраїлю (*1895)
6 лютого — Атмарам, індійський науковець, засновник скляної технології в Індії (*1908)
6 лютого — Лі Мейшу, тайванський художник, професор, громадський діяч (*1902)
7 лютого — Альфонсо Кальцоларі, італійський професійний велогонщик (*1887)
8 лютого — Мати Надія Ісуса, іспанська черниця та містикиня
10 лютого — Лі Чон Чан, південнокорейський військовий і політик (*1916)
12 лютого — Фірюбін Микола Павлович, радянський діяч, дипломат, чоловік Катерини Фурцевої (*1908)
12 лютого — Юбі Блейк, американський композитор, піаніст та керівник оркестру (*1887)
14 лютого — Ліна Радке, німецька легкоатлетка, яка спеціалізувалася в бігу на середні дистанції (*1903)
14 лютого — Раджа Бабу, індійський актор і комік (*1937)
16 лютого — Казимира Іллакович, польська поетка, прозаїкиня, драматургиня, перекладачка (*1892)
16 лютого — Кальяні Дас, індійська революціонерка і націоналістка з Бенгалії (*1907)
19 лютого — Еліс Вайт, американська кіноакторка (*1904)
19 лютого — Жардель Фільо, бразильський актор (*1927)
19 лютого — Чарльз Блудорн, американський промисловець австрійського походження (*1926)
20 лютого — Ісса Аль-Ахсаї, саудівський співак і композитор (*1945)
22 лютого — Адріан Боулт, британський диригент, автобіограф (*1889)
22 лютого — Паоло Педретті, італійський велогонщик (*1906)
22 лютого — Георг Райдеберг, шведський актор (*1907)
22 лютого — Ромен Мас, бельгійський велогонщик (*1912)
23 лютого (приблизно) — «Сент-Луїс Джейн Доу», невідома дівчина, яку знайшли вбитою в підвалі покинутого житлового будинку в Сент-Луїсі, штат Міссурі, США (*1972)
23 лютого — Роман Криже, польський юрист, військовий суддя, офіцер сталінського апарату репресій, комуністичний злочинець (*1907)
24 лютого — Рашад Рушді, єгипетський драматург (*1912)
25 лютого — Теннессі Вільямс, американський драматург (*1911)
28 лютого — Монір Вакілі, іранська співачка сопрано (*1924)

## Березень

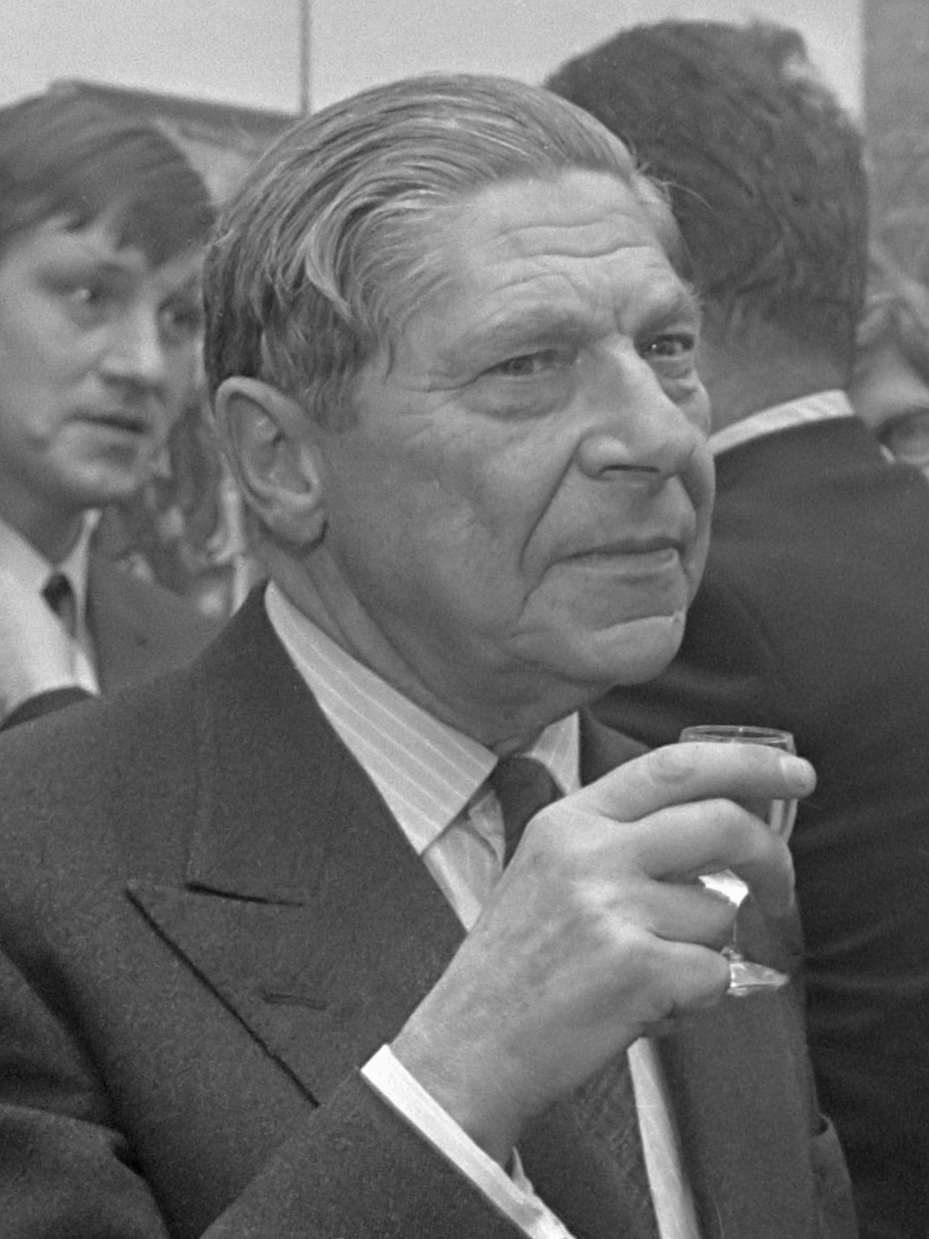
Артур Кестлер
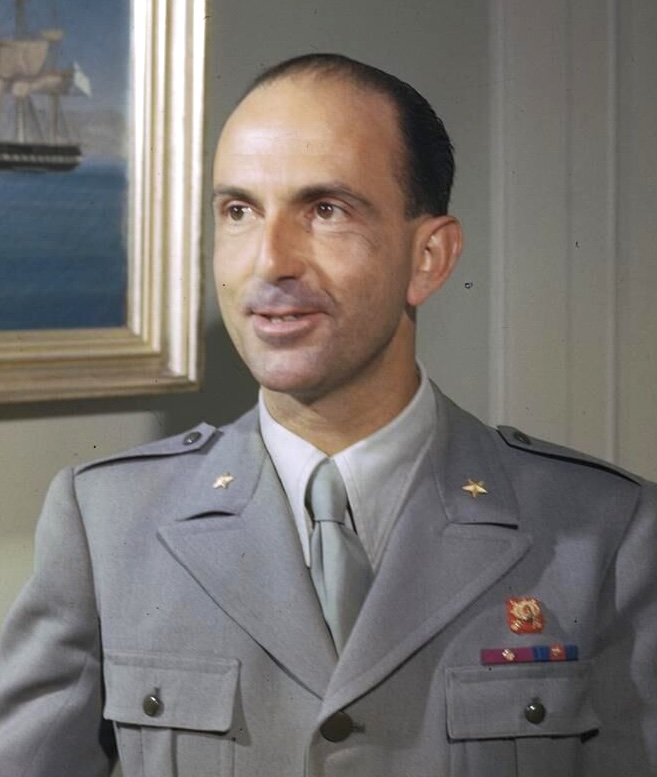
Умберто II
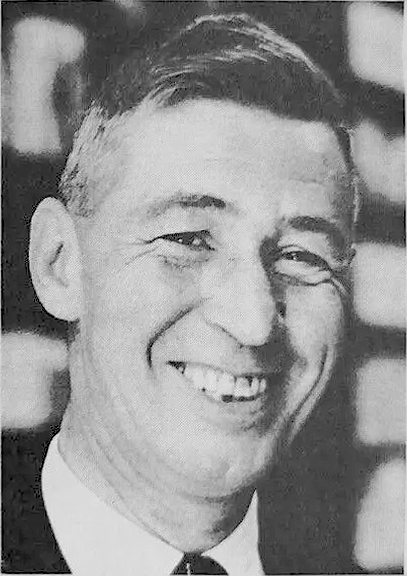
Ерже
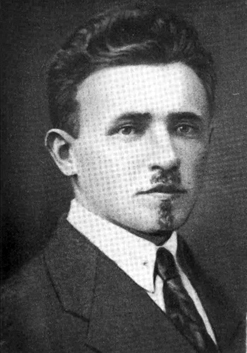
Борис Тен
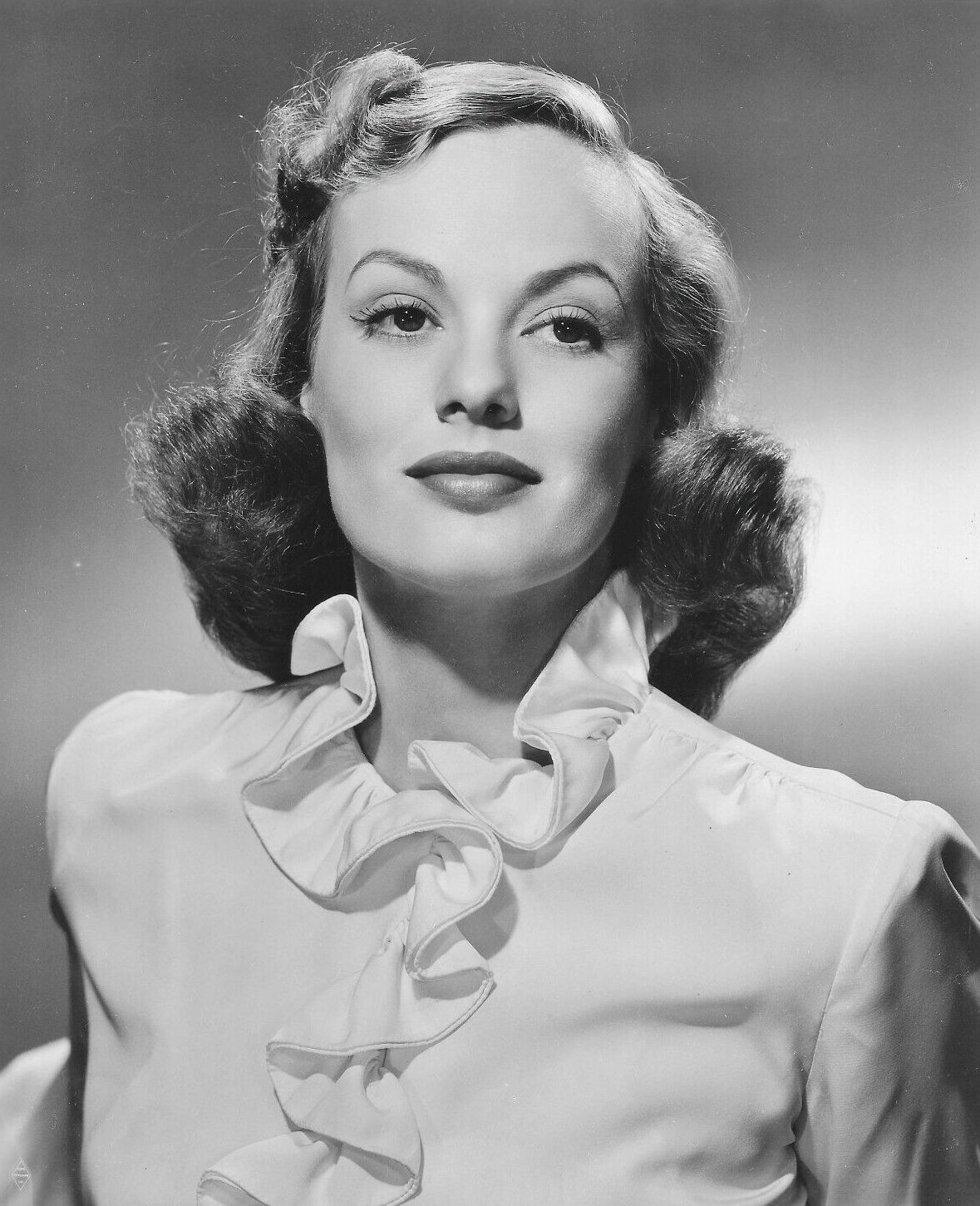
Фей Емерсон

1 березня — Артур Кестлер, британський письменник і журналіст, з угорських євреїв (*1905)
1 березня — Абдолла Ентезам, іранський дипломат (*1895)
1 березня — Абдорасул Заррін, іранський снайпер під час ірано-іракської війни (*1941)
1 березня — Хідео Кобаясі, японський літературний критик, редактор, письменник і колекціонер (*1902)
3 березня — Ерже, бельгійський франкомовний художник і журналіст, автор коміксів (*1907)
3 березня — Мисик Василь Олександрович, український поет, перекладач (*1907)
3 березня — Пітер Айверс, американський музикант, співак, автор пісень і телеведучий (*1946)
3 березня — Фан Сяньцзюе, китайський генерал (*1903)
4 березня — Бхану Бандопадхяй, індійський актор бенгальського кіно (*1920)
6 березня — Дональд Маклін, британський дипломат, радянський розвідник, організатор радянської шпигунської мережі на Заході, один з «Кембриджської п'ятірки» (*1913)
6 березня — Кеті Берберіан, американська співачка (*1925)
6 березня — Тайхей Морінага, японський підприємець (*1900)
7 березня — Маркевич Ігор Борисович, французький диригент і композитор українського походження (*1912)
7 березня — Лутц Айгендорф, німецький футболіст (*1956)
7 березня — Чан Туан Кхай, в'єтнамський поет (*1895)
8 березня — Вільям Волтон, англійський композитор та диригент (*1902)
8 березня — Чабука Гранда, перуанська співачка та композиторка (*1920)
9 березня — Ульф фон Ейлер, шведський фізіолог та фармаколог, лавреат Нобелівської премії з фізіології і медицини 1970 (*1905)
9 березня — Фей Емерсон, американська акторка та телевізійна інтерв'юерка (*1917)
9 березня — Хаджи Ташан, туркменський народний поет, турецький артист народної музики (*1930)
12 березня — Борис Тен, український поет і перекладач (*1897)
12 березня — Бортко Володимир Володимирович (старший), російський радянський та український радянський театральний режисер, батько режисера, сценариста, актора Володимира Бортка (*1924)
12 березня — Імре Радай, угорський актор, театральний режисер, професор коледжу та радіоведучий (*1905)
12 березня — Маріо Міелі, італійський активіст і письменник, теоретик гендерних досліджень (*1952)
13 березня — Луїзон Бобет, французький професійний велогонщик (*1925)
14 березня — Латієф Гендранінґрат, індонезійський військовик (*1911)
14 березня — Моріс Роне, французький кіноактор, режисер і письменник (*1927)
15 березня — Олдржіх Нови, чеський актор, режисер, сценарист, драматург, співак, театральний режисер і педагог (*1899)
15 березня — Ребекка Вест, британська письменниця, журналістка, літературна критикиня (*1892)
15 березня — Франклін Каскес, бразильський дослідник культури Азорських островів, фольклорист, кераміст, антрополог, гравер і письменник (*1908)
15 березня — Хосеп Луїс Серт, каталонський архітектор і містобудівник (*1902)
16 березня — Артур Годфрі, американський радіо- і телевізійний ведучий і артист (*1903)
16 березня — Фреда Дадлі Ворд, англійська світська левиця, коханка майбутнього короля Едуарда VIII (*1894)
17 березня — Голден Гартлайн, американський фізіолог і нейробіолог, лауреат Нобелівської премії з фізіології або медицини 1967 (*1903)
18 березня — Умберто II, четвертий та останній король Італії із Савойської династії (*1904)
18 березня — Дебора Бекон, ізраїльська кіноакторка (*1951)
18 березня — Насрі Шамс Ель-Дін, ліванський співак і театральний актор (*1927)
18 березня — Сібуя Тенгай (2 покоління), японський комедійний актор і драматург (*1906)
20 березня — Виноградов Іван Матвійович, радянський математик (*1891)
22 березня — Нану Моельоно, індонезійський актор і комік (*1952)
22 березня — Олле Мьоллер, шведський спортсмен і торговець, засуджений за вбивство (*1906)
22 березня — Шауль Ліберман, ізраїльський вчений-юдаїст, рабин (*1898)
23 березня — Фріманн Фальк Клаузен, норвезький актор (*1921)
25 березня — Лю Чанчунь, китайський спринтер (*1909)
26 березня — Ентоні Блант, британський мистецтвознавець та радянський шпигун (*1907)
27 березня — Джеймс Хейтер, британський актор (*1907)
27 березня — Хусейн Аль Саїд, єгипетський поет (*1916)
30 березня — Родолюб Чолакович, югославський державний діяч, публіцист, прем'єр-міністр Народної Республіки Боснії і Герцеговини (1945—1948), Народний герой Югославії (*1900)
30 березня — Ейнар Нерман, шведський карикатурист і художник (*1888)
31 березня — Рум'янцев Михайло Миколайович («Карандаш»), радянський клоун (*1901)
31 березня — К'єзо Катаока, японський актор (*1903)
31 березня — Меїр Абухацейра, мароккансько-ізраїльський рош-єшиват і каббаліст (*1917)

## Квітень

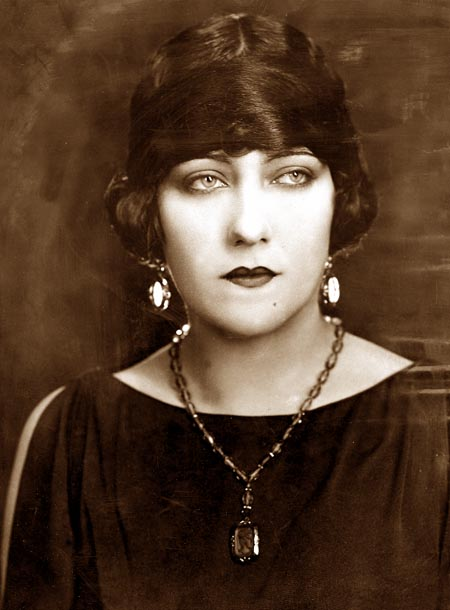
Глорія Свенсон
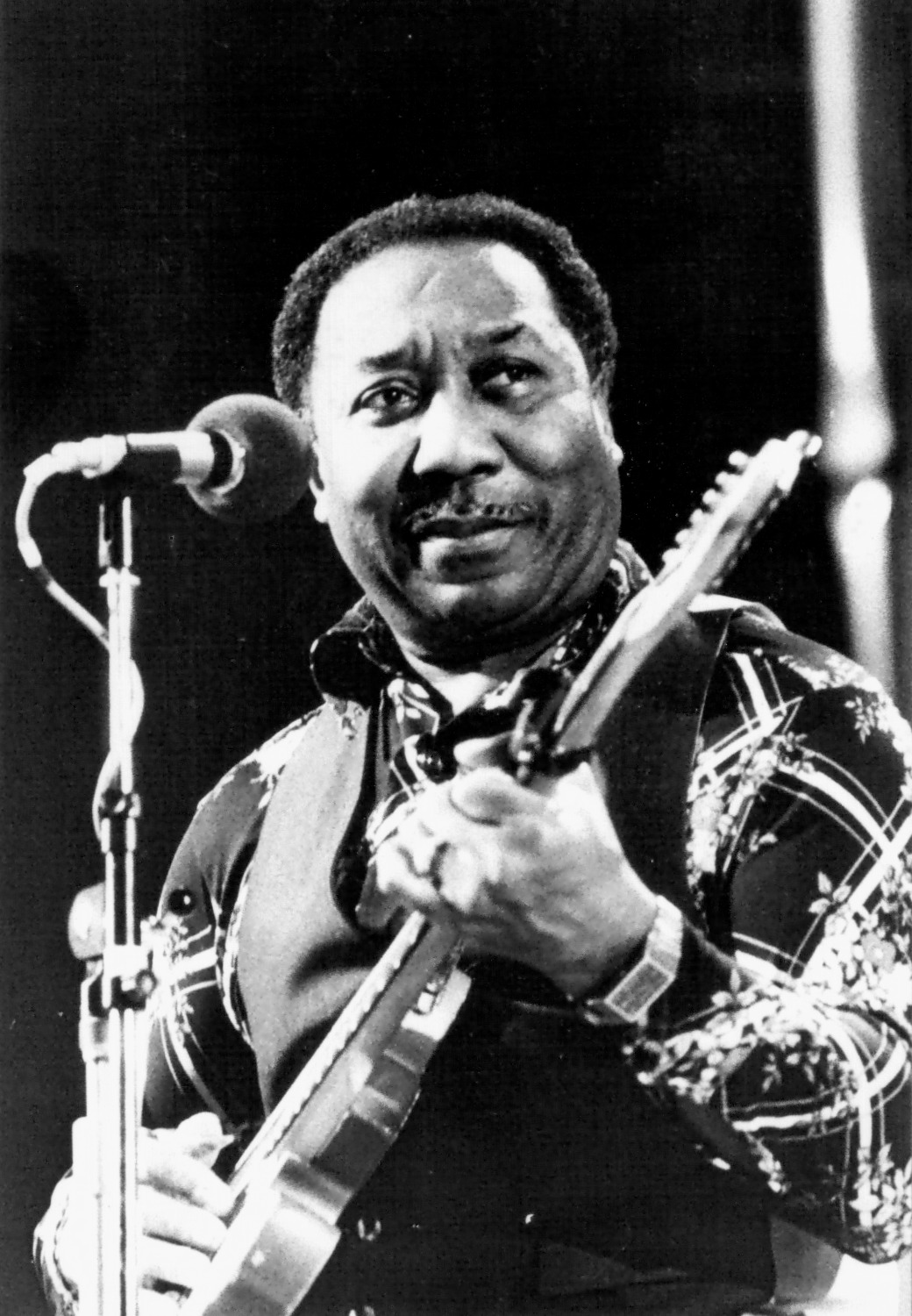
Мадді Вотерс
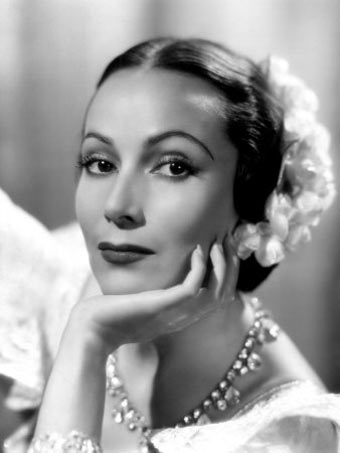
Долорес дель Ріо
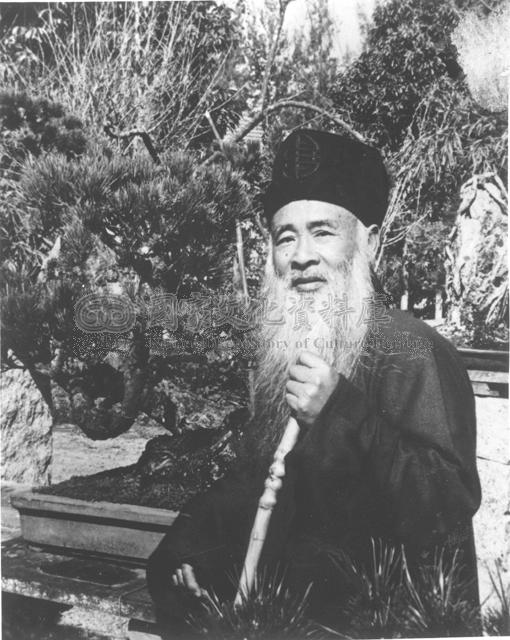
Чжан Дачань

1 квітня — Хасан Хафізур Рахман, бангладешський поет, журналіст і критик (*1932)
2 квітня — Чжан Дачань, китайський художник (*1899)
2 квітня — Клара Нуньєс, бразильська співачка та композиторка (*1942)
3 квітня — Александр Сцибор-Рильський, польський прозаїк, драматург, сценарист і кінорежисер (*1928)
4 квітня — Бернард Вукас, хорватський і югославський футболіст (*1927)
4 квітня — Глорія Свенсон, американська акторка (*1899)
4 квітня — Жаклін Логан, американська акторка театру та кіно, оперна співачка, сценаристка й кінорежисерка (*1901)
6 квітня — Джаянт Натх Чоудхурі, головнокомандувач індійської армії з 1962 по 1966 р. (*1908)
6 квітня — Лутц Хек, німецький зоолог, дослідник тварин, автор книг про тварин і директор Берлінського зоологічного саду (*1892)
7 квітня — Геніюш Лариса Антонівна, білоруська поетка, письменниця, громадська діячка (*1910)
8 квітня — Кауко Кяугкьо, фінський співак, поет-пісняр, композитор і актор (*1916)
8 квітня — Лю Фей, китайський військовий і політик (*1898)
9 квітня — Чжан Сюемін, китайський політик і генерал (*1908)
10 квітня — Іванов Порфирій Корнійович, творець оздоровчої та духовної системи, поширеної переважно на території колишнього СРСР; засновник новітнього релігійного руху івановців (*1898)
11 квітня — Долорес дель Ріо, мексиканська акторка (*1904)
11 квітня — Авраам Яффе, ізраїльський військовий, громадський і політичний діяч (*1913)
11 квітня — Ахмед Рушді, пакистанський співак (*1934)
12 квітня — Йорген Юве, норвезький футболіст, журналіст та письменник (*1906)
13 квітня — Джеррі Гітченс, англійський футболіст (*1934)
13 квітня — Мерсе Родореда, каталонська письменниця (*1908)
13 квітня — Теодор Стефанідес, грецький та британський зоолог, лікар-радіолог, гідробіолог, астроном, поет, перекладач, дослідник природи (*1896)
13 квітня — Глорія Марін, мексиканська акторка (*1919)
13 квітня — Накамура Гандзіро (2-е покоління), японський актор кабукі (*1902)
14 квітня — Думбадзе Ніна Яківна, українсько-грузинська радянська легкоатлетка (*1919)
14 квітня — Піт Фарндон, британський музикант (*1952)
14 квітня — Чарльз Берк Елбрік, американський дипломат (*1908)
15 квітня — Коррі тен Боом, нідерландська християнська письменниця, праведниця світу (*1892)
15 квітня — Дьюла Іллєш, угорський поет, письменник, драматург, перекладач, редактор газети та член-кореспондент Угорської академії наук (*1902)
15 квітня — Едмунд Томас Клінт, індійський вундеркінд, відомий тим, що намалював понад 25 000 картин протягом свого менш ніж семирічного життя (*1976)
17 квітня — Зігфрід Мюллер, німецький найманець (*1920)
17 квітня — Ашик Даймі, турецький народний поет (*1932)
17 квітня — Богданова-Чеснокова Глікерія Василівна, російська акторка театру і кіно, зірка оперети (*1904)
17 квітня — Прабодкумар Саньял, бенгальський письменник, журналіст і мандрівник (*1905)
19 квітня — Єжи Анджеєвський, польський письменник (*1909)
19 квітня — Цинкаловський Олександр Миколайович, український історик, музеолог, археолог, етнограф (*1898)
19 квітня — Джунічі Накахара, японський художник, модельєр, редактор, ілюстратор і лялькар (*1913)
20 квітня — Вальтер Нерінг, німецький воєначальник, генерал танкових військ Вермахту (*1892)
20 квітня — Марія Мезей, угорська акторка (*1909)
21 квітня — Вальтер Слезак, австро-американський характерний актор (*1902)
22 квітня — Ерл Хайнс, американський джазовий піаніст і лідер оркестру (*1903)
22 квітня — Ламберто Маджорані, італійський актор (*1909)
22 квітня — Лінь Цяочжі, китайська гінекологиня й акушерка (*1901)
22 квітня — Омар Аль-Гізаві, єгипетський співак і актор (*1917)
23 квітня — Бастер Краббе, американський плавець (*1908)
23 квітня — Марґеріт Брокеді, французька тенісистка (*1893)
24 квітня — Ерол Гюнгор, турецький професор соціальної психології (*1938)
24 квітня — Рольф Штоммелен, німецький автогонщик (*1943)
25 квітня — Хісао Іто, японський співак (*1910)
26 квітня — Вон Тейлор, американський актор (*1910/1911)
26 квітня — Хуан Юншен, китайський генерал (*1910)
27 квітня — Хосе Ірарагоррі, іспанський футболіст, тренер (*1912)
27 квітня — Гаріф Губай, татарський письменник, перекладач (*1907)
28 квітня — Ян Жепецький, офіцер польської армії, військовий історик, президент підпільної збройної організації «Свобода і Незалежність» (*1899)
28 квітня — Хайме Бейтман Кайон, колумбійський партизан (*1940)
29 квітня — Ляпідевський Анатолій Васильович, радянський військовий і полярний льотчик, генерал-майор авіації, Герой Радянського Союзу (*1908)
30 квітня — Джордж Баланчин, американський хореограф грузинського походження, засновник американського балету (*1904)
30 квітня — Мадді Вотерс, американський блюзовий співак, автор пісень і музикант (*1913)
30 квітня — Куроянагі Моріцуна, японський скрипаль (*1908)

## Травень

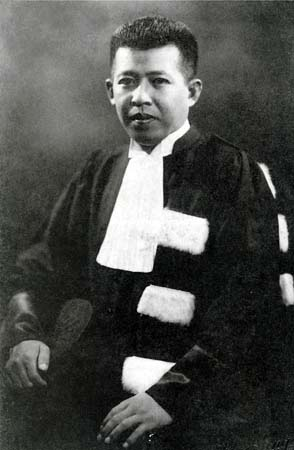
Пріді Паноміонг
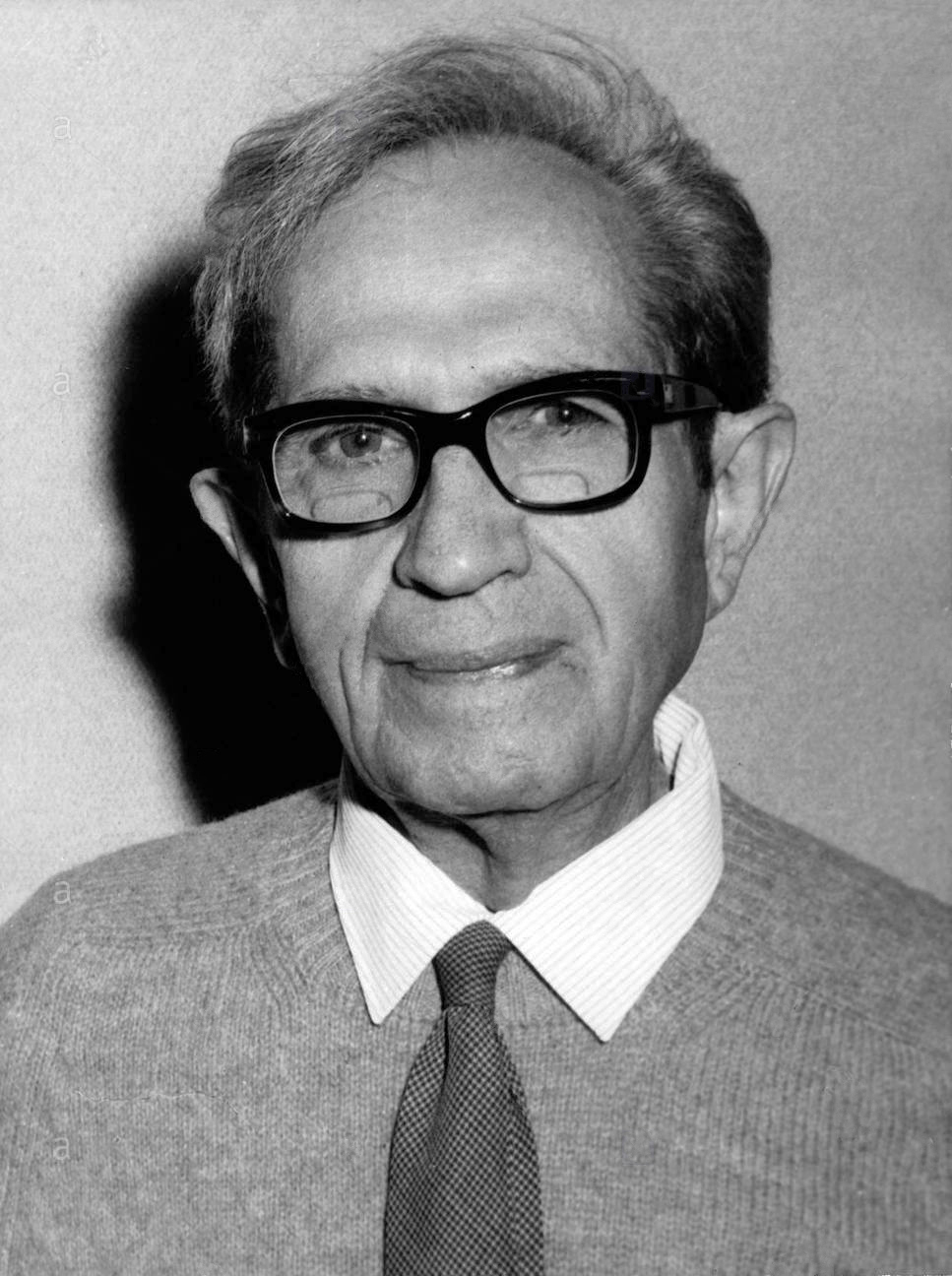
Альбер Клод
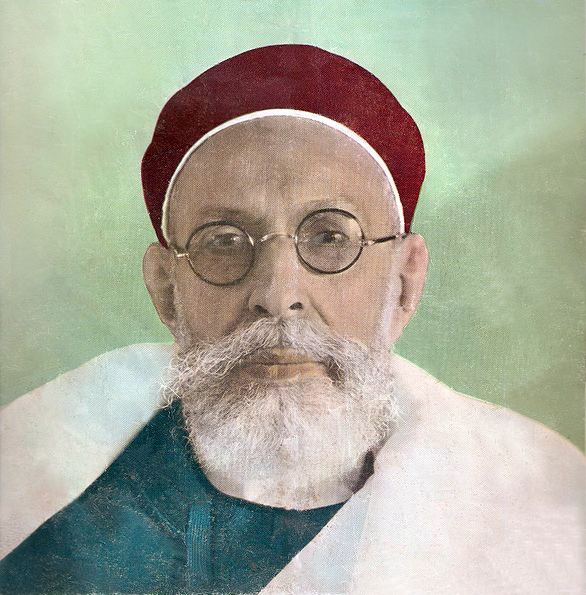
Ідріс I
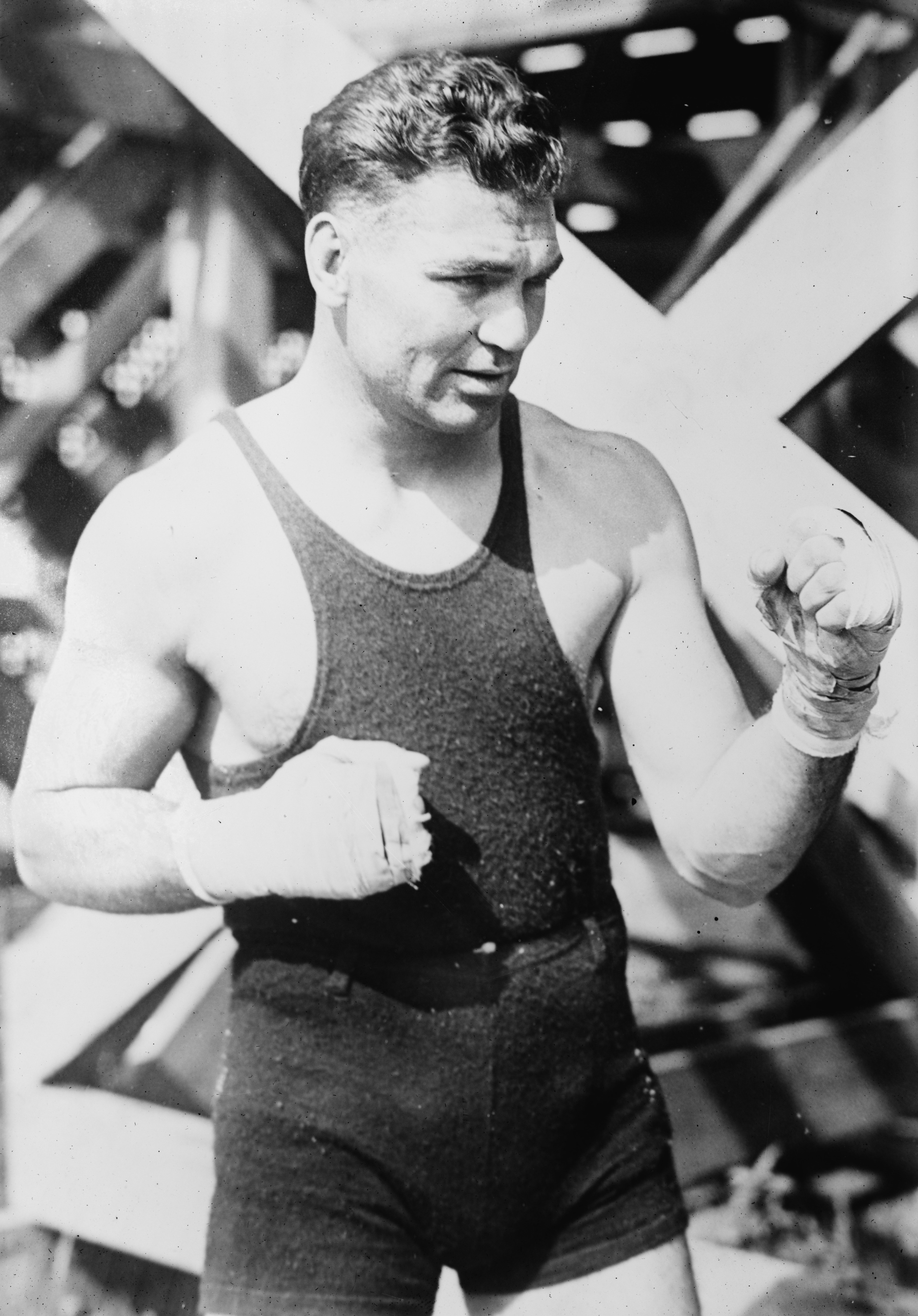
Джек Демпсі
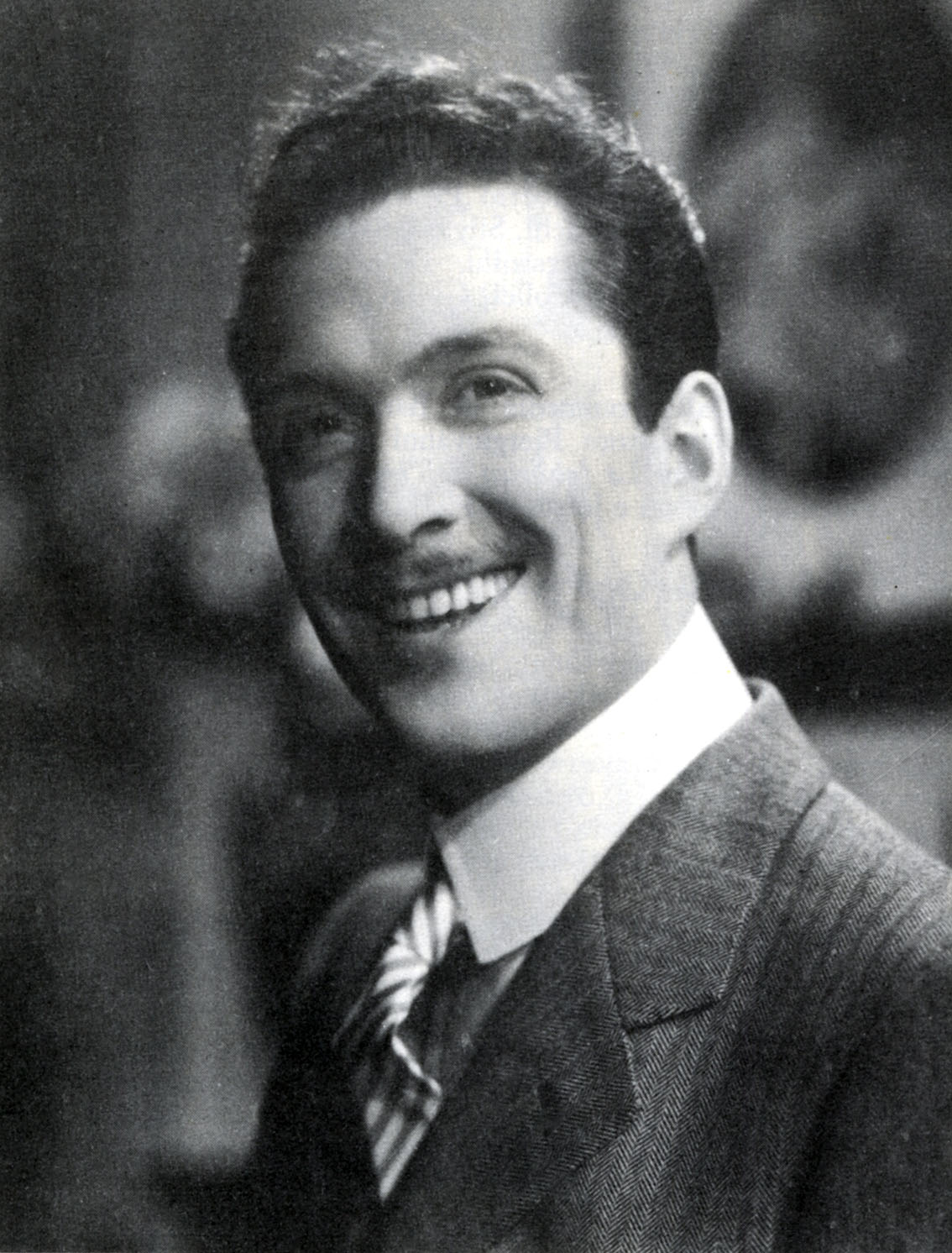
Родольфо Гуччі
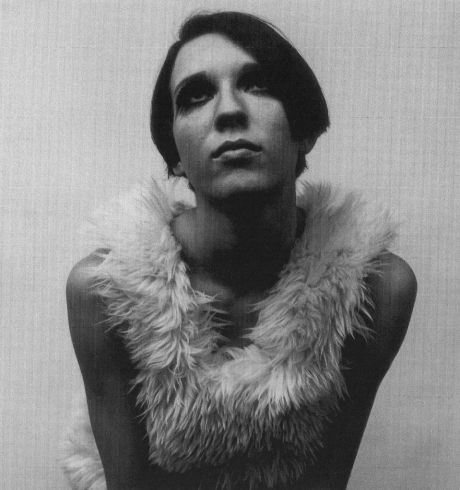
Марсія Моретто

1 травня — Джордж Годжсон, канадський плавець (*1893)
2 травня — Пріді Паноміонг, тайський державний і політичний діяч, прем'єр-міністр Таїланду (1946), організатор та учасник Сіамської революції (*1900)
2 травня — Норм Ван Броклін, американський професійний футболіст, тренер і менеджер (*1926)
4 травня — Абул Фазал, бангладешський письменник (*1903)
4 травня — Шудзі Тераяма, японський поет-авангардист, художник, драматург, письменник, кінорежисер і фотограф (*1935)
5 травня — Антон Буттіджидж, президент Мальти (1976—1981) (*1912)
5 травня — Горст Шуман, штурмбанфюрер СС і лікар, який проводив експерименти зі стерилізації та кастрації в Освенцімі (*1906)
5 травня — Джон Вільямс, англійський актор (*1903)
6 травня — Беп Воскуйл, мешканка Амстердама, яка допомагала приховувати Анну Франк та її родину від нацистських переслідувань під час окупації Нідерландів (*1919)
6 травня — Кай Віндінг, американський тромбоніст і джазовий композитор датського походження (*1922)
7 травня — Йожеф Ромганьї, угорський письменник, поет, перекладач (*1921)
8 травня — Джон Фанте, американський прозаїк, автор оповідань і сценарист (*1909)
8 травня — Фей Спейн, американська акторка (*1932)
10 травня — Ласло Казал, угорський актор, співак, автор пісень, комік (*1911)
14 травня — Абрамов Федір Олександрович, російський радянський письменник, літературознавець, публіцист (*1920)
14 травня — Гжегож Пшемик, польський молодий поет, який загинув під час воєнного стану у ПНР (*1964)
14 травня — Едуардо Бенавенте, іспанський музикант (*1962)
14 травня — Мігель Алеман Вальдес, президент Мексики (1946—1952) (*1900)
15 травня — Родольфо Гуччі, італійський актор і підприємець, член Будинку Гуччі (*1912)
17 травня — Смакула Олександр Теодорович, український фізик, фундатор квантової органічної хімії (*1900)
18 травня — Вальтер Штеннес, німецький політик, провідник СА (*1895)
19 травня — Жан Рей, бельгійський адвокат і ліберальний політик, президент Європейської комісії (1967—1970) (*1902)
19 травня — Паннал Барупал, індійський політик, борець за незалежність Індії (*1913)
20 травня — Мімі Чакіб, єгипетська акторка (*1913)
21 травня — Ерік Гоффер, американський філософ та психолог (*1902)
21 травня — Амаль Донкол, єгипетський арабський поет-націоналіст (*1940)
21 травня — Кеннет Кларк, британський історик мистецтва, директор музею та телеведучий (*1903)
21 травня — Марсія Моретто, аргентинсько-американська танцюристка, модель, хореографка і режисерка (*1946/1949)
22 травня — Альбер Клод, бельгійсько-американський вчений-біохімік (*1898/99)
22 травня — Марія Августа Ангальтська, принцеса Ангальтська з династії Асканіїв (*1898)
24 травня — Мухаммед Закарія Кандхалві, індійський мусульманський сунітський учений (*1898)
25 травня — Ідріс I, король Лівії (1951—1969) (*1890)
25 травня — Неджіп Фазил Кисакюрек, турецький поет, письменник і драматург (*1904)
25 травня — Кей Вільямс, американська акторка (*1916)
26 травня — Горський Олександр Валентинович, радянський організатор кіновиробництва, директор Ленфільму, Ялтинської, Київської і Одеської кіностудій, батько художниці та суспільно-політичної діячки Алли Горської (*1898)
26 травня — Луїза Вайс, французька письменниця, журналістка, феміністка та європейська політична діячка (*1893)
28 травня — Чиґдем Талу, турецька поетеса і педагогиня (*1939)
29 травня — Арвідс Пельше, державний діяч Латвійської РСР й СРСР, історик, двічі Герой Соціалістичної Праці (*1899)
29 травня — Ада Блекджек, жінка з племені інупіак, яка потерпіла від кораблетрощі і два роки прожила на безлюдному острові Врангеля (*1898)
31 травня — Джек Демпсі, американський боксер-професіонал, чемпіон світу в суперважкій вазі з 1919 по 1926 р. (*1895)

## Червень

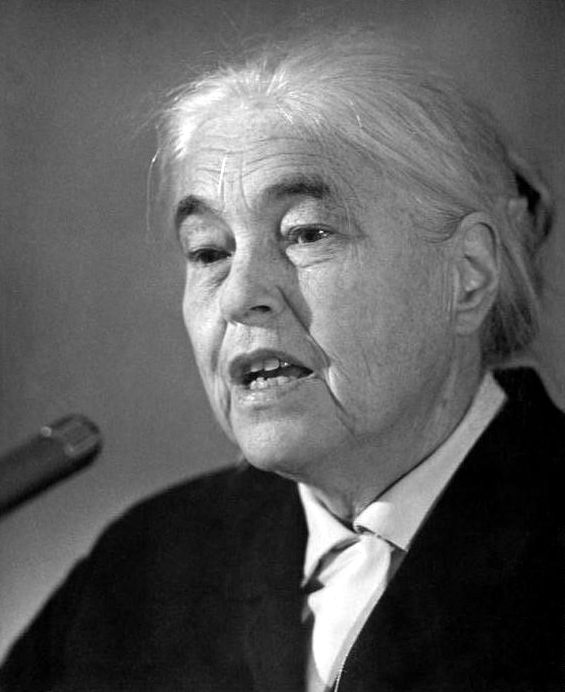
Анна Зеґерс
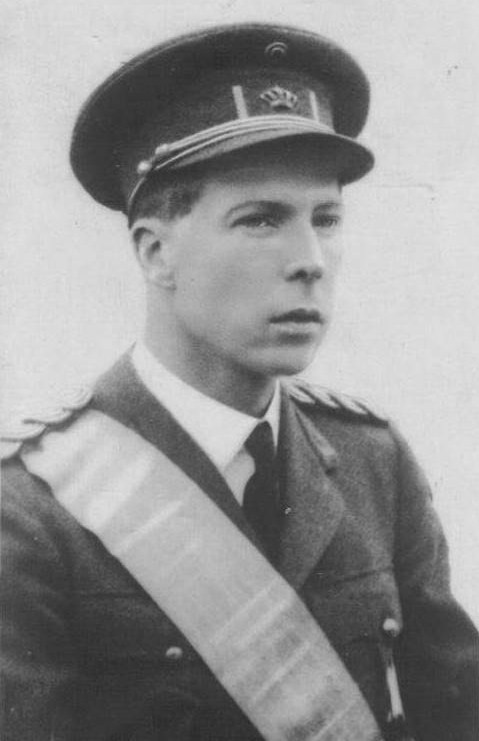
Карл Бельгійський
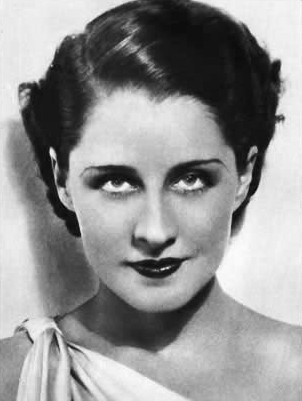
Норма Ширер

1 червня — Анна Зеґерс, німецька письменниця, антифашистська активістка (*1900)
1 червня — Карл Бельгійський, принц Саксен-Кобург-Гота, герцог Саксонський, граф Фландрський, принц — регент Бельгії в 1944—1950 рр. (*1903)
2 червня — Хуліо Розалес, архієпископ Себу, філіппінський кардинал Католицької церкви (*1906)
4 червня — Гунн Вальгрен, шведська акторка (*1913)
4 червня — Сатіш Чандра Саманта, індійський політик, борець за свободу Індії (*1900)
5 червня — Курт Танк, німецький авіаційний конструктор, льотчик-випробувач (*1898)
6 червня — Деніз Глейзер, французький телевізійний продюсер і ведучий (*1920)
6 червня — Джеймс Е. Кейсі, американський бізнесмен, засновник American Messenger Company, сьогодні відомої як UPS (*1888)
6 червня — Масті Венкатеш Аєнгар, індійський письменник мовою каннада (*1891)
6 червня — Махмуд Ель-Мелігі, єгипетський актор (*1910)
8 червня — Мануель Олайзола, баскський поет і письменник (*1909)
10 червня — Попов Андрій Олексійович, радянський російський актор театру і кіно, театральний режисер, викладач (*1918)
10 червня — Ляо Ченджі, китайський комуністичний дипломат і політик (*1908)
11 червня — Г.Д. Бірла, індійський бізнесмен (*1894)
11 червня — Кароліна Слунечкова, чеська акторка (*1934)
12 червня — Алов Олександр Олександрович, радянський кінорежисер, сценарист (*1923)
12 червня — Норма Ширер, канадсько-американська кіноакторка, модель, феміністка (*1902)
12 червня — Франческа Алінові, італійська мистецтвознавиця (*1948)
13 червня — Гельмут Краатц, німецький гінеколог і акушер (*1902)
14 червня — Костецький Ігор, український письменник, перекладач, критик, літературознавець, режисер, видавець (*1913)
14 червня — Сурков Олексій Олександрович, радянський російський поет і літературний критик, педагог, журналіст, військовий кореспондент (*1899)
15 червня — Танхео, корейський буддійський монах (*1913)
15 червня — Шрі Шрі, індійський поет і лірик (*1910)
16 червня — Айна Віфальк, шведська кураторка та винахідниця (*1928)
17 червня — Мирон Білошевський, польський поет, прозаїк, драматург і театральний актор (*1922)
18 червня — Маріанна Брандт, німецька художниця, скульпторка, фотографка, дизайнерка (*1893)
18 червня — Мона Махмудніжад, іранська послідовниця віри багаї, страчена за сповідування цієї релігії (*1965)
18 червня — Роберт Е. Льюїс, офіцер ВПС США, який служив на Тихоокеанському театрі під час Другої світової війни, був другим пілотом і командиром літака Enola Gay, який скинув атомну бомбу на японське місто Хіросіма (*1917)
19 червня — Симха Ерліх, ізраїльський політик (*1915)
19 червня — Івар Вальгрен, шведський актор і співак (*1901)
23 червня — Освальдо Дортікос Торрадо, президент Куби (1959—1976) (*1919)
25 червня — Альберто Хінастера, аргентинський композитор і музикознавець (*1916)
25 червня — Оддбйорн Хаген, норвезький лижник (*1908)
27 червня — Вінс Ґаллагер, американський академічний веслувальник (*1899)
28 червня — Масая Окі, японський актор (*1952)
29 червня — Джо Делейні, американський професійний футболіст (*1958)
30 червня — Мері Лівінгстон, американська акторка (*1905)
30 червня — Мустафа Устюндаґ, турецький політик (*1933)
30 червня — Сюй Шисянь, тайванська політична діячка і лікарка західної медицини (*1908)

## Липень

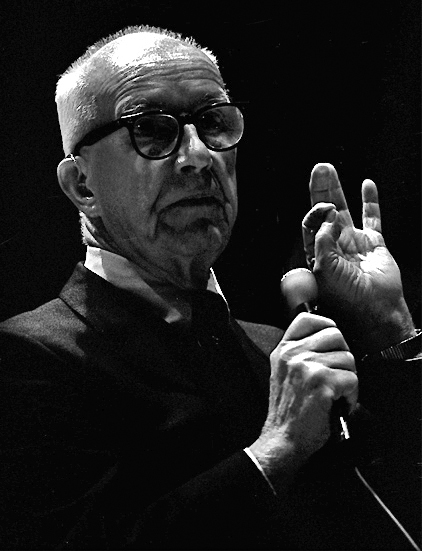
Бакмінстер Фуллер
Луїс Бунюель
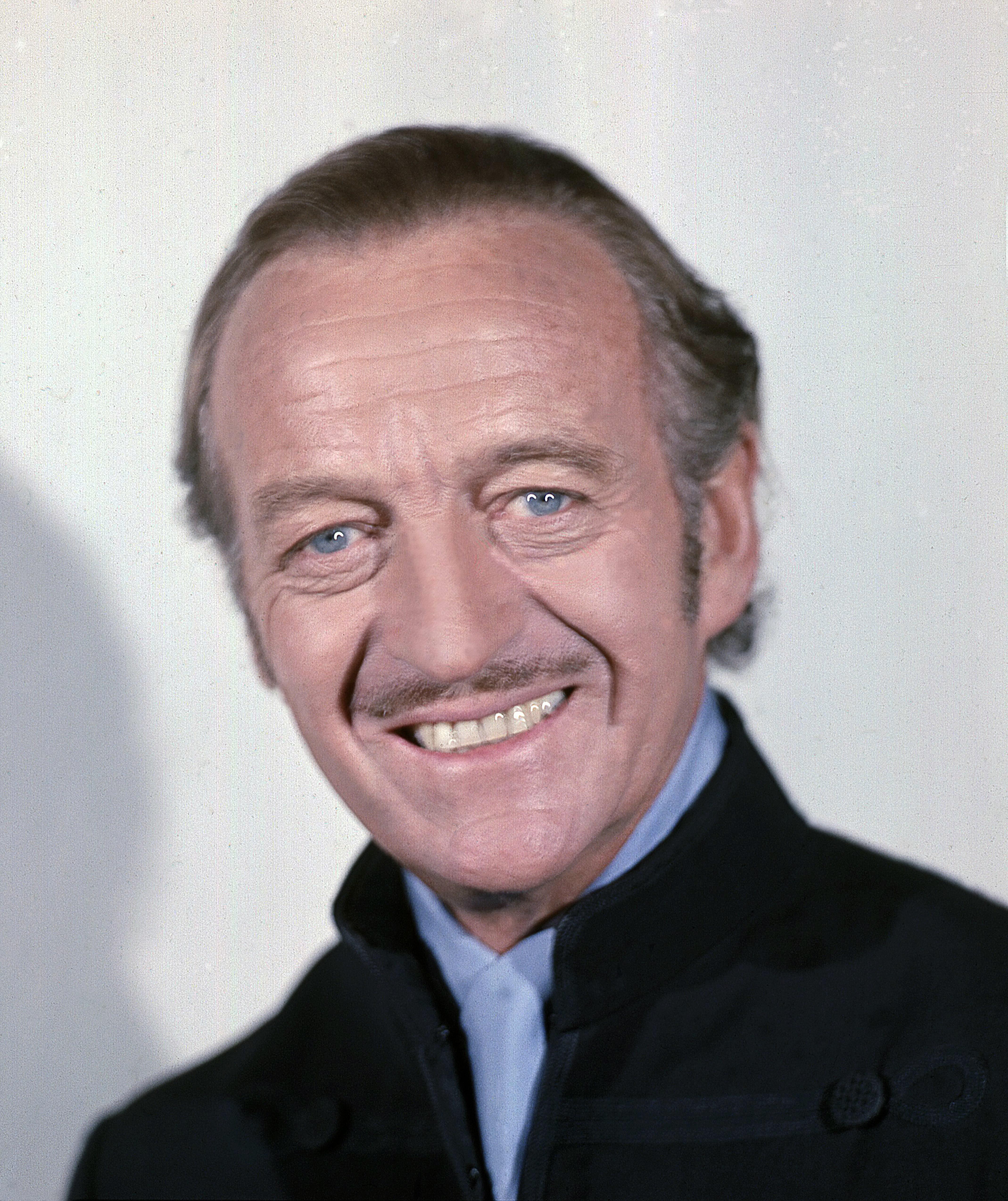
Девід Нівен
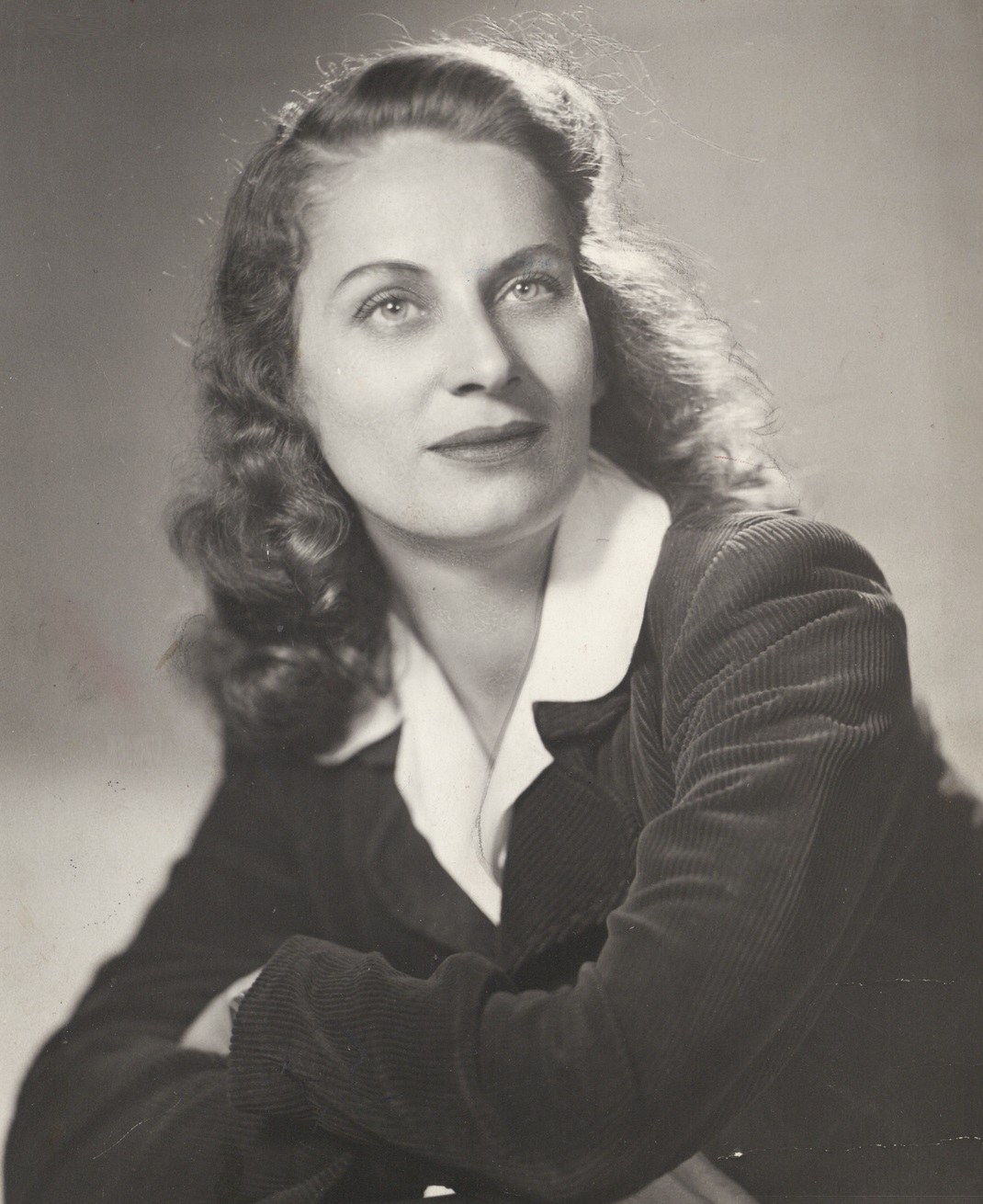
Габрієль Руа

1 липня — Еріх Юсковяк, західнонімецький футболіст (*1926)
1 липня — Річард Бакмінстер Фуллер, американський архітектор, дизайнер, інженер винахідник, філософ-футурист (*1895)
1 липня — Чебриков Віктор Михайлович, радянський політичний і військовий діяч, голова КДБ СРСР з грудня 1982 по 1988, в 1988—1989 — секретар ЦК КПРС, генерал армії (*1923)
1 липня — Джуліус Гофман, американський суддя (*1895)
2 липня — Владімір Нефф, чеський письменник і перекладач (*1909)
2 липня — Ласло Будаї, угорський футболіст, тренер (*1928)
2 липня — Алві Ослан, індонезійський кіноактор, співак і комік (*1939)
3 липня — Крунослав Драганович, хорватський католицький священик і апологет усташського режиму, причетний до воєнних злочинів (*1903)
4 липня — Джон Бодкін Адамс, британський лікар і серійний вбивця (*1899)
5 липня — Геннес Вайсвайлер, німецький футболіст, тренер (*1919)
5 липня — Гері Джеймз, американський музикант (*1916)
6 липня — Лі Мінцзе, гонконгський бізнесмен та масон (*1905)
7 липня — Герман Кан, американський фізик, один із засновників Інституту Гудзону (*1922)
7 липня — Якоб Сіхасале, індонезійський футболіст (*1944)
7 липня — Фу Шен, гонконгський актор фільмів про кунг-фу (*1954)
9 липня — Свен Якобссон, шведський футболіст (*1914)
9 липня — Джу Йон Хен, південнокорейський вчитель фізкультури та злочинець (*1953)
10 липня — Вернер Егк, німецький композитор (*1901)
10 липня — Вольфганг Лукші, німецький актор театру та кіно, а також актор дубляжу (*1905)
10 липня — Естрелла Кастро, іспанська співачка та акторка (*1908)
10 липня — Рахман Хатфі, іранський журналіст і лівий політичний активіст (*1941)
11 липня — Росс Макдональд, американо-канадський письменник (*1915)
11 липня — Ларрі Аллен Абшир, один із семи американських солдатів, які втекли до Північної Кореї після Корейської війни (*1943)
12 липня — Кріс Вуд, британський рок-музикант (*1944)
13 липня — Габрієль Руа, квебекська франко-канадська письменниця (*1909)
16 липня — Мішель Мічомберо, прем'єр-міністр Бурунді (1966), перший президент Бурунді (1966—1976) (*1940)
16 липня — Мехмет Джелал Бучак, турецький політик (*1936)
17 липня — Гендра Гунаван, індонезійський художник і скульптор (*1918)
17 липня — Карі Мухаммад Тайяб, індійський ісламський мислитель, ісламський учений (*1897)
17 липня — Мухаммад Таєб Касмі, індійський мусульманський учений (*1897)
18 липня — Флор Саломон Михайлович, чехословацький та радянський шахіст і шаховий журналіст (*1908)
18 липня — Юзеф Кійовський, польський політик, народний діяч і економіст (*1923)
19 липня — Ерік Оде, німецький актор, режисер і артист озвучування (*1910)
21 липня — Лі Кіат Тенг, міністр охорони здоров'я Індонезії (*1912)
21 липня — Річард Шанфрай, французька медіа-персона, художник, співак і актор, компаньйон співачки Даліди (*1940)
22 липня — Іліє Лакетушу, румунський священик, політичний в'язень, член Залізної Гвардії, румунський православний святий (*1909)
22 липня — Матті Лауріла, фінський єгерський полковник і командир полку під час Зимової війни та війни-продовження (*1895)
23 липня — Жорж Орік, французький композитор, музичний критик (*1899)
23 липня — Мохамед Камель, єгипетський актор (*1916)
24 липня — Ніколаус фон Белов, німецький офіцер Люфтваффе, ад'ютант Адольфа Гітлера (*1907)
24 липня — Ібрагім Бадаві, єгипетський поет і юрист (*1903)
25 липня — Ага Сайєд Гамід Алі Шах Мусаві, пакистанський шиїтський учений (*1930)
25 липня — Джонні Боде, шведський композитор, співак і шахрай (*1912)
25 липня — Рене Фалле, французький письменник і сценарист (*1927)
26 липня — Чарлі Рівель, іспанський артист цирку та актор (*1896)
28 липня — Степан Джурекович, хорватський югославський комуністичний підприємець (*1926)
29 липня — Девід Нівен, британський кіноактор, шотландець за походженням (*1910)
29 липня — Карло Орланді, італійський боксер (*1910)
29 липня — Луїс Бунюель, французький і мексиканський кінорежисер іспанського походження (*1900)
29 липня — Мануель Феррейра, аргентинський футболіст (*1905)
29 липня — Реймонд Мессі, канадський кіноактор (*1896)
29 липня — Берріл Бернард Крон, американський гастроентеролог (*1884)
29 липня — Муруввет Сім, турецька акторка (*1929)
29 липня — Рокко Чіннічі, італійський магістрат, борець з мафією (*1925)
30 липня — Лінн Фонтенн, британсько-американська акторка німого кіно (*1887)
30 липня — Васантрао Дешпанде, індійський музикант (*1920)
31 липня — Зоран Мілосавлевич, сербський актор театру та кіно (*1939)
31 липня — Ле Ван Тхой, в'єтнамський професор хімії (*1917)

## Серпень

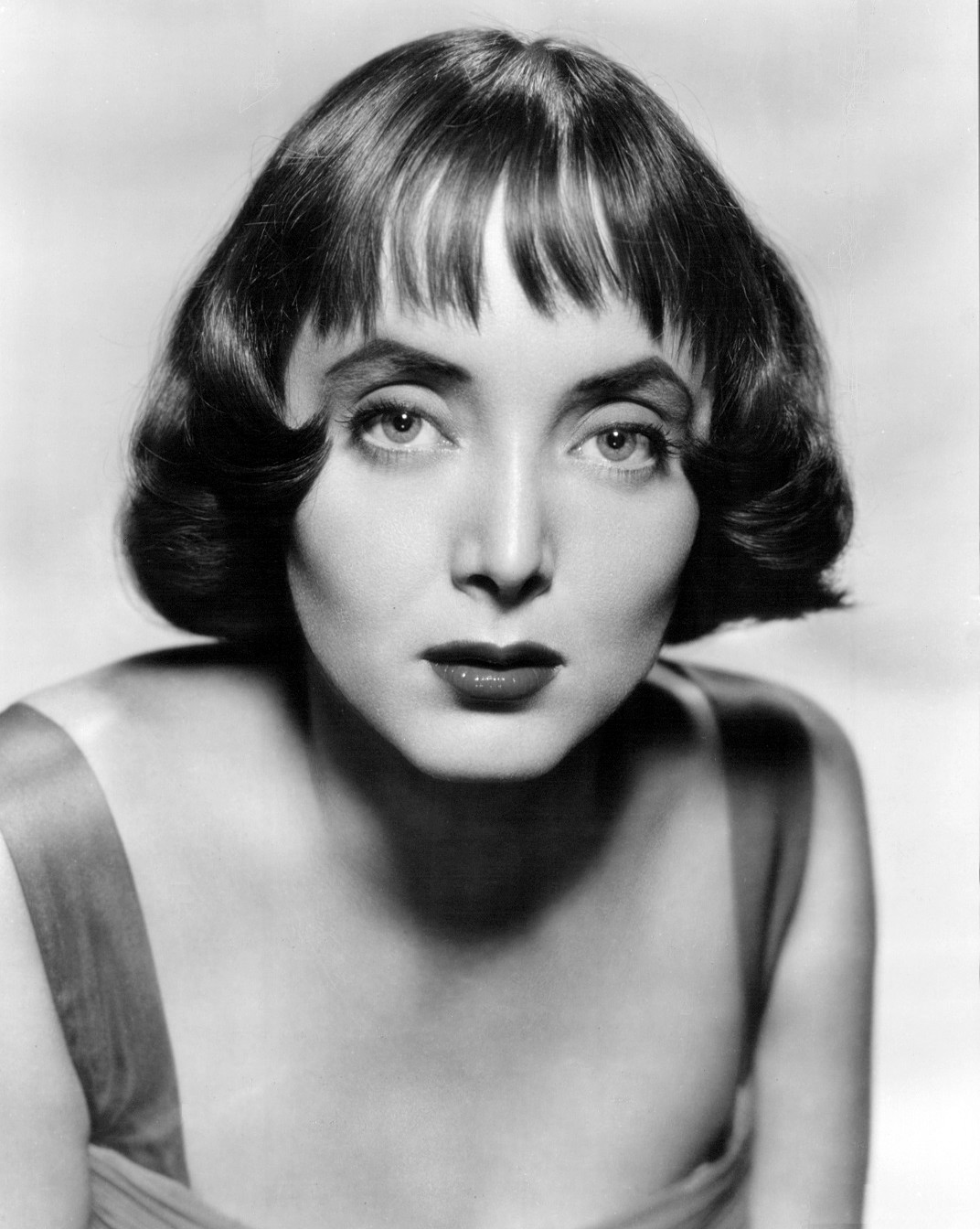
Керолін Джонс
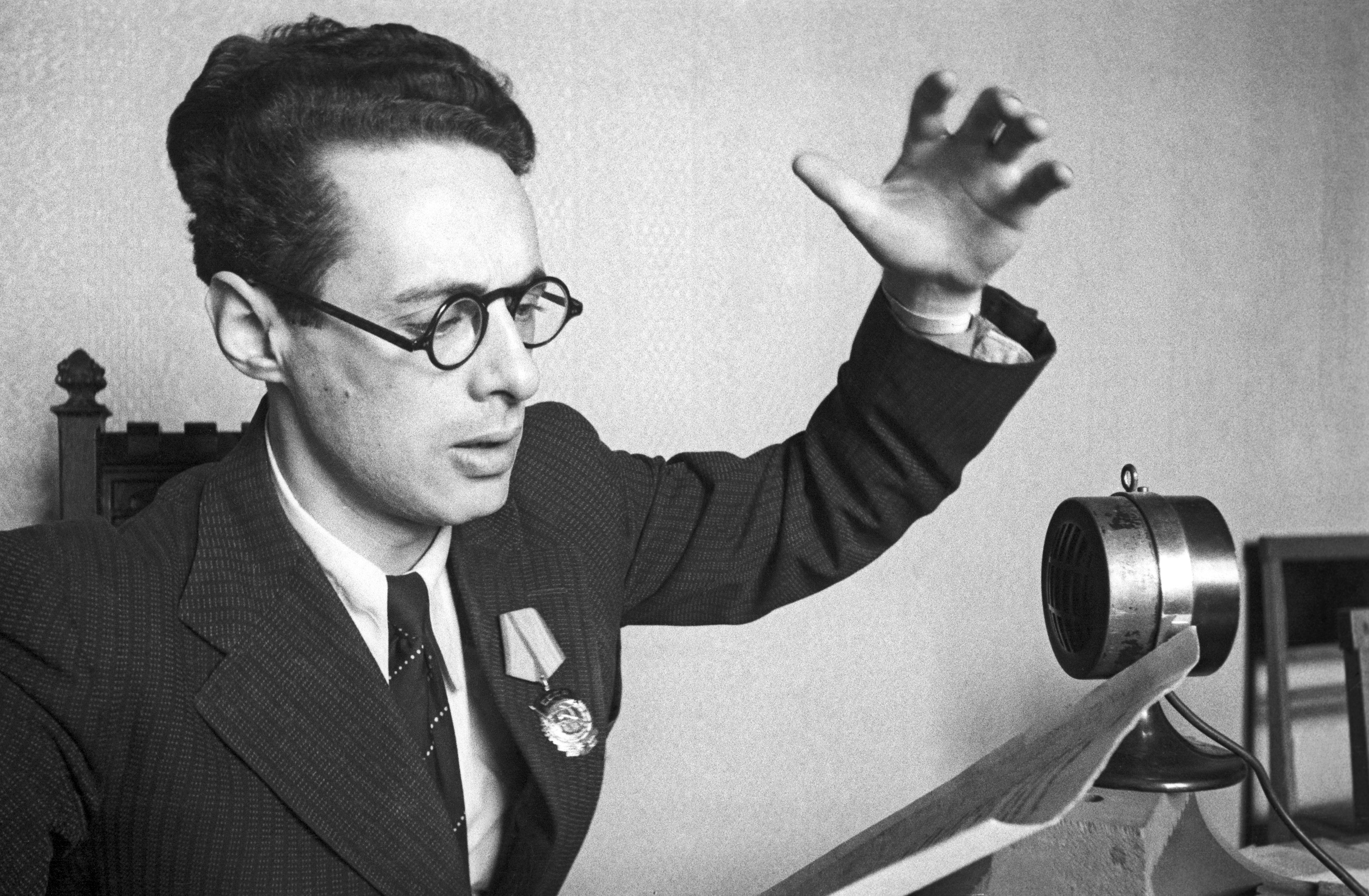
Юрій Левітан

1 серпня — Іван Лютянський, чеський актор (*1953)
1 серпня — Пітер Арне, британський актор (*1918)
2 серпня — Джеймс Джемерсон, американський бас-гітарист (*1936)
3 серпня — Керолін Джонс, американська акторка телебачення, кіно та озвучування (*1930)
3 серпня — Джобріат, американський рок-музикант і актор, перший відкритий рок-музикант-гей (*1946)
4 серпня — Альфред Накаш, французький плавець і ватерполіст (*1915)
4 серпня — Левітан Юрій Борисович, радянський радіодиктор (*1914)
5 серпня — Барт Ян Бок, американський астроном (*1906)
5 серпня — Джоан Робінсон, британська економістка (*1903)
5 серпня — Джуді Канова, американська комедійна акторка, співачка та радіоведуча (*1913)
6 серпня — Клаус Номі, німецький контртенор (*1944)
7 серпня — Найма Васфі, єгипетська акторка (*1923)
7 серпня — Роберт Серватіус, німецький адвокат, який захищав Адольфа Ейхмана, а також інших нацистських військових (*1894)
8 серпня — Еманоїл Петруть, румунський актор кіно, радіо, театру, телебачення та озвучування (*1932)
10 серпня — Піньєйру де Азеведу, португальський політик і військовий, реформатор і революціонер під час Революції гвоздик, прем'єр-міністр Португалії (1975—1976) (*1917)
10 серпня — Рубен Раузінг, шведський підприємець, засновник фірми «Tetra Pak» (*1895)
12 серпня — Артеміо Франкі, італійський футбольний функціонер (*1922)
14 серпня — Алсеу Аморосо Ліма, бразильський літературний критик, письменник, професор, інтелектуал і католицький лідер (*1893)
14 серпня — Іоланда Пентеадо, бразильська світська левиця та землевласниця португальського походження (*1903)
15 серпня — Мікель Крусафонт і Пайро, каталонський палеонтолог (*1910)
15 серпня — Марк Порель, французький актор (*1949)
16 серпня — Шамсул Хак Афгані, пакистанський релігієзнавець (*1901)
17 серпня — Айра Гершвін, американський поет-пісняр, брат композитора Джорджа Гершвіна (*1896)
17 серпня — Таль Сіді Львівна, єврейська, румунська, радянська, українська співачка та акторка травестійного жанру (*1912)
18 серпня — Ніколаус Певзнер, німецький, а пізніше британський мистецтвознавець у галузі архітектури (*1902)
19 серпня — Зофія Мрозовська, польська акторка театру і кіно, педагогиня (*1922)
20 серпня — Олександр Ранкович, югославський політик, учасник боїв на Югославському фронті, Народний герой Югославії (*1909)
20 серпня — Фріц Йоганнес Тумбелака, індонезійський військовик, губернатор Північного Сулавесі (*1921)
21 серпня — Беніґно Акіно-молодший, філіппінський політичний діяч, син політика Бенігно Акіно-старшого (*1932)
21 серпня — Кервін Дуйнмейер, жертва резонансного вбивства в Нідерландах (*1968)
24 серпня — Мусина Кокаларі, албанська письменниця і політична діячка (*1917)
24 серпня — Філіпенко Аркадій Дмитрович, радянський український композитор (*1912)
24 серпня — Шуйдін Михайло Іванович, радянський клоун, акробат-ексцентрик (*1922)
24 серпня — Калеві Коткас, фінська спортсменка естонського походження, яка спеціалізувалася на стрибках у висоту, метанні диска та штовханні ядра (*1913)
24 серпня — Пентті Саарікоскі, фінський поет, прозаїк і перекладач (*1937)
24 серпня — Скотт Нірінг, американський радикальний економіст, педагог, письменник, політичний активіст, пацифіст (*1883)
26 серпня — Майк Келлін, американський актор (*1922)
28 серпня — Джен Клейтон, американська акторка (*1917)
28 серпня — Мурадова Рубаба Халіл кизи, радянська азербайджанська співачка (мецо-сопрано) (*1933)
28 серпня — М.А. Вадуд, бангладешський політик, активіст мовного руху та борець за свободу (*1925)
29 серпня — Муфтій Джафар Хусейн, пакистанський ісламський шиїтський учений (*1914)
30 серпня — Юсупова Ірина Феліксівна, єдина дочка останнього князя Юсупова, внучка Великого князя Олександра Михайловича (*1915)
30 серпня — Вільям Гоєн, американський письменник, драматург, поет, редактор і викладач (*1915)

## Вересень

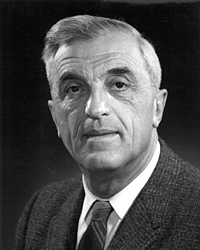
Фелікс Блох
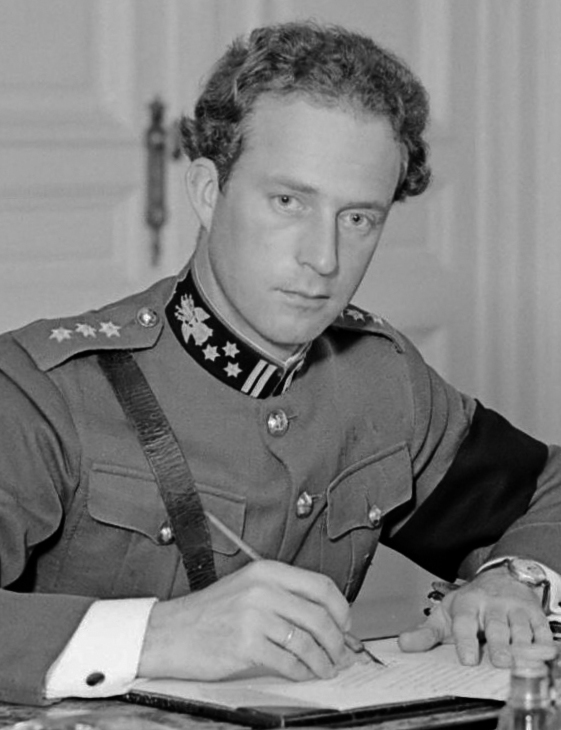
Леопольд III
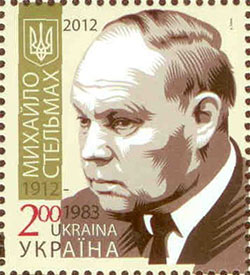
Михайло Стельмах

1 вересня — Генрі Мартін Джексон, американський політик, співавтор поправки Джексона-Вейніка (*1912)
1 вересня — Ларрі Макдональд, американський лікар, політик (*1935)
1 вересня — Салім Ахмед, пакистанський поет, прозаїк, драматург мовою урду (*1927)
2 вересня — Ференц Платтко, угорський футболіст і тренер (*1898)
2 вересня — Джиммі Лі Грей, американський злочинець (*1948)
2 вересня — Тоні Меннікс, американська акторка та танцюристка (*1906)
2 вересня — Фері Кансель, турецька акторка (*1944)
3 вересня — Йожеф Такач, угорський футболіст (*1904)
3 вересня — П'єро Сраффа, італійський економіст, викладач економіки в Кембриджському університеті (*1898)
4 вересня — Ремесло Василь Миколайович, український радянський науковець в галузі селекції та насінництва пшениці (*1907)
4 вересня — Джон Брауер Міннох, американець, який є найважчою людиною в історії, вагою приблизно 635 кг (*1941)
5 вересня — Арнольд Мононуту, національний герой Індонезії, політик, ректор університету і дипломат (*1896)
8 вересня — Ібрагім Аббуд, суданський військовий та політичний діяч, який був главою держави Судан між 1958 і 1964 рр., учасник Другої світової війни (*1900)
8 вересня — Пригара Марія Аркадіївна, українська поетеса, письменниця, перекладачка (*1908)
8 вересня — Антонен Мань, французький велогонщик (*1904)
8 вересня — Вім Кан, нідерландський артист кабаре (*1911)
8 вересня — Мілаєв Євген Тимофійович, радянський російський артист цирку (еквілібрист, акробат, клоун) (*1910)
9 вересня — Луїс Монті, аргентинський та італійський футболіст, тренер (*1901)
10 вересня — Балтазар Форстер, прем'єр-міністр Південної Африки (1966—1978), державний президент ПАР (1978—1979) (*1915)
10 вересня — Фелікс Блох, американський фізик швейцарського походження, Нобелівська премія з фізики 1952 (*1905)
10 вересня — Філіппо Маркезе, італійський мафіозі (*1938)
12 вересня — Сабін Карр, американський легкоатлет, який спеціалізувався в стрибках з жердиною (*1904)
15 вересня — Джонні Гартман, американський джазовий співак (*1923)
15 вересня — Цянь Сілян, китайський хімік, професор, педагог (*1908)
16 вересня — Флоренс Оуенс Томпсон, американська жінка, яка була об'єктом фотографії Доротеї Ланж «Мати-мігрантка» (1936) (*1903)
16 вересня — Форі Еттерле, румунський актор швейцарського походження (*1908)
17 вересня — Джозеф Герардус Бік, індонезійський священик-єзуїт (*1917)
18 вересня — Маджид Арслан, ліванський політик (*1908)
18 вересня — Мігель Каст, чилійський економіст і політик, один з «Чиказьких хлопців» (*1948)
19 вересня — Анхель Амадео Лабруна, аргентинський футболіст, тренер (*1918)
21 вересня — Біргіт Тенгрот, шведська акторка та письменниця (*1915)
21 вересня — Файза Ахмед, ліванська співачка, яка жила в Сирії та мала єгипетське громадянство (*1934)
21 вересня — Хав'єр Зубірі, баскський учений і філософ (*1898)
22 вересня — Цяо Гуаньхуа, китайський державний діяч, дипломат (*1913)
24 вересня — Сарвешвар Даял Саксена, індійський поет, письменник, журналіст, драматург (*1927)
24 вересня — Мохамад Роем, індонезійський дипломат і один з лідерів у війні за незалежність Індонезії (*1908)
24 вересня — Пінакі Чаттерджі, бенгальський морський дослідник і спортсмен (*1946)
24 вересня — Чжу Гохуа, онук високопоставленого китайського діяча Чжу Де, страчений після Культурної революції (*1957)
25 вересня — Гуннар Тороддсен, прем'єр-міністр Ісландії (1980—1983) (*1910)
25 вересня — Леопольд III, король Бельгії (1934—1951) (*1901)
26 вересня — Тіно Россі, французький співак та актор корсиканського походження (*1907)
26 вересня — Анрі Наварр, генерал французької армії, учасник Першої та Другої світових воєн, війни в Індокитаї, головнокомандувач французької армії під час битви при Дьєнб'єнфу (*1898)
26 вересня — Їржі Маласек, чеський піаніст, композитор і аранжувальник (*1927)
26 вересня — Рут Картер Степлтон, американська християнська євангелістка, молодша сестра президента США Джиммі Картера (*1929)
27 вересня — Стельмах Михайло Панасович, український радянський письменник, драматург, педагог, фольклорист (*1912)
28 вересня — Рой Салліван, американський інспектор з охорони природи Національного парку Шенандоа у Вірджинії, США; відомий тим, що пережив сім ударів блискавки (*1912)
28 вересня — Майкл Дж. Стюарт, афроамериканець, який помер після арешту транспортною поліцією Нью-Йорка за написання графіті (*1958)
29 вересня — Арнон де Мело, бразильський журналіст, юрист, політик і бізнесмен, батько президента Бразилії Фернандо Коллора ді Мелло (*1911)
30 вересня — Вільям Елліотт, американський актор і джазовий музикант (*1934)
30 вересня — Тан Чженьлін, китайський революціонер та військовик (*1902)

## Жовтень
2 жовтня — Нарада Махатера, цейлонський буддійський чернець Тхеравади (*1898)
3 жовтня — Ханато Кобако, японський прозаїк і сценарист (*1928)
4 жовтня — Хуан Лопес Фонтана, уругвайський професійний футбольний менеджер, який виграв Чемпіонат світу з футболу 1950 року (*1908)
6 жовтня — Мохсен Форугі, іранський архітектор (*1907)
7 жовтня — Крістоф Согло, бенінський військовий офіцер і політичний лідер, президент Дагомеї (1965—1967) (*1909)
7 жовтня — Джордж О. Абель, американський астроном і професор (*1927)
7 жовтня — Туія Ахвонен, фінська акторка (*1949)
8 жовтня — Джоан Гекетт, американська акторка (*1934)
9 жовтня — загинули внаслідок теракту в Рангуні:
- Кім Дже Ік[ko], південнокорейський економіст, професор (*1938)

- Лі Бом Сок[ko], південнокорейський дипломат і політик (*1925)

- Сім Сан Ву[ko], південнокорейський бізнесмен і журналіст (*1938)

- Со Сок Джун[ko], південнокорейський урядовець (*1938)

- Хам Бьон Чун[ko], південнокорейський професор університету, дипломат і юрист (*1932)

10 жовтня — Ральф Річардсон, англійський актор театру, кіно і телебачення (*1902)
10 жовтня — Рубі Маєрс, індійська акторка німого кіно єврейського походження з громади багдадських євреїв в Індії (*1907)
12 жовтня — Найєф бін Абдалла I, другий син короля Йорданського Хашимітського Королівства Абдалли I бін Хусейна (*1914)
13/19 жовтня — Халлдіс Нігард Остбай, норвезький лижник, антисеміт і націонал-соціаліст (*1896)
13 жовтня — Аджитеш Банерджі, бенгальський драматург, театральний режисер і актор (*1933)
13 жовтня — Віттал Маллія, індійський підприємець (*1924)
14 жовтня — Пол Фікс, американський кіно- та телевізійний актор (*1901)
14 жовтня — Хесус де ла Роза Луке, іспанський музикант, співак і композитор (*1948)
15 жовтня — Пет О'Браєн, американський кіноактор ірландського походження (*1899)
16 жовтня — Харіш-Чандра, індійсько-американський математик і фізик (*1923)
17 жовтня — Реймон Арон, французький філософ, політолог, соціолог і публіцист (*1905)
17 жовтня — Герберт Рот, німецький композитор (*1926)
18 жовтня — Каринська Варвара Андріївна, американська художниця з костюмів українського походження, авторка сучасної балетної пачки (*1886)
18 жовтня — Артачо Хурадо, бразильський архітектор-самоук (*1907)
18 жовтня — Ахмед Тауфік Аль-Мадані, алжирський учений, історик і міністр (*1898/1899)
18 жовтня — Віджай Манджрекар, індійський гравець у крикет (*1931)
18 жовтня — Корнеліус Рост, німецький солдат у Другій світовій війні, який нібито втік із сибірського табору для військовополонених і пройшов 14 000 км Радянським Союзом (*1919)
19 жовтня — Карел Віллінк, нідерландський живописець (*1900)
19 жовтня — Моріс Бішоп, прем'єр-міністр Гренади з 1979 р. (*1944)
19 жовтня — Маріз, індійський гуджаратський поет (*1917)
21 жовтня — Сієда Шахар Бану, бангладешська і пакистанська феміністка арабського походження, активістка бенгальського мовного руху (*1914)
22 жовтня — Ідрісов Абухаджі, учасник Німецько-радянської війни, Герой Радянського Союзу чеченського походження (*1918)
23 жовтня — Хандакер Абдул Хамід, бангладешський журналіст і політик (*1918)
23 жовтня — Чан Хуу Туок, в'єтнамський вчений, медик і політик (*1913)
24 жовтня — Абдул Малік бін Ібрагім бін Абдул Лятіф аль Шейх, саудівський учений і проповідник (*1906/7)
24 жовтня — Тецуя Като, японський актор, співак і промоутер розваг (*1941)
24 жовтня — Цзян Веньє, китайський композитор, вокаліст і педагог (*1910)
26 жовтня — Альфред Тарський, польсько-американський логік, математик, засновник формальної теорії істинності (*1901)
26 жовтня — Фейзулла Чинар, турецький народний поет (*1937)
27 жовтня — Мордехай Шарабі, єменський єврейський каббаліст (*1912)
29 жовтня — Ана Крістіна Сезар, бразильська поетеса, літературна критикиня, викладачка і перекладачка (*1952)
29 жовтня — Стен Броман, шведський диригент, лектор, музични педагог, ведучий програм і композитор (*1902)
30 жовтня — Ліліан Горді Картер, американська медсестра, мати президента США Джиммі Картера (*1898)
31 жовтня — Рашидов Шараф Рашидович, радянський партійний і державний діяч Узбецької РСР, перший секретар ЦК КП УзРСР з 1959 р. (*1917)
31 жовтня — Джордж Галас, американський професійний футболіст, тренер і менеджер (*1895)

## Листопад

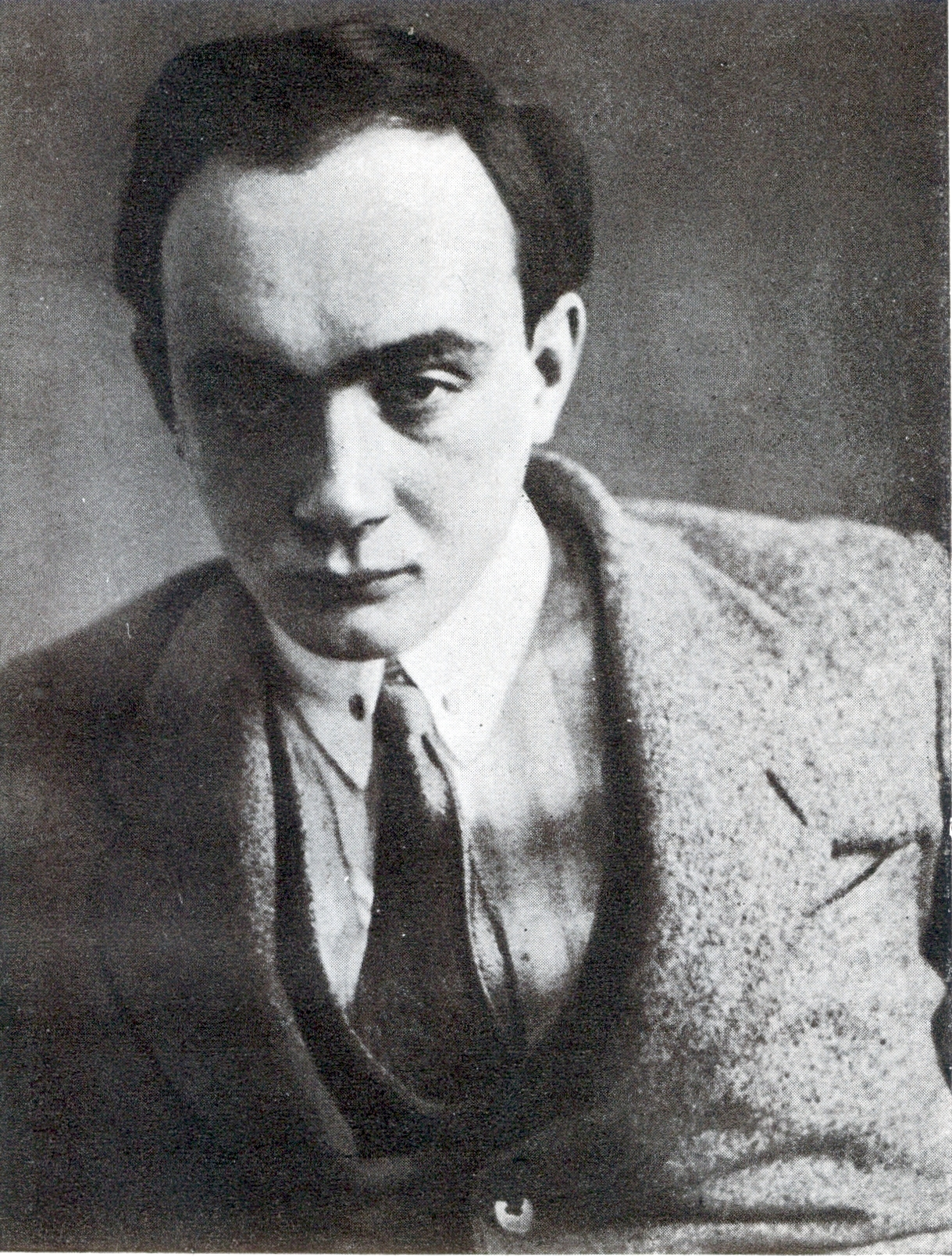
Микола Бажан

1 листопада — Антоні ван Гобокен, нідерландський музикознавець і колекціонер (*1887)
1 листопада — Джуніус Джаявардене, прем'єр-міністр Шрі-Ланки з 1977 по 1978 р. і президент Шрі-Ланки з 1978 по 1989 р. (*1906)
1 листопада — Халім Аль-Румі, ліванський музикант і композитор (*1919)
3 листопада — Менахем Мендель Кошер, єврейський учений і голова Рош Єшиви (*1895)
4 листопада — Доґан Авджиоглу, турецький журналіст, письменник, мислитель, політик, економіст (*1926)
5 листопада — Жан-Марк Райзер, карикатурист французької преси та автор коміксів (*1941)
5 листопада — Умберто Мауро, один із піонерів бразильського кіно (*1897)
6 листопада — Гаральд фон Болен унд Гальбах, німецький підприємець і офіцер, оберлейтенант Вермахту (*1916)
6 листопада — Масацугу Канеко, японський сценарист і актор (*1949)
7 листопада — Жермен Тайфер, французька композиторка (*1892)
7 листопада — Іон Джалеа, румунський образотворчий художник, скульптор і педагог (*1887)
8 листопада — Бетті Натголл, британська тенісистка (*1911)
8 листопада — Джеймс Гейден, американський актор (*1953)
8 листопада — Мордехай Каплан, американський сучасний ортодоксальний рабин, письменник, єврейський просвітитель, професор, теолог, філософ, активіст і релігійний лідер (*1881)
9 листопада — Альтемар Дутра, бразильський співак і композитор (*1940)
9 листопада — Ніло Коельо, бразильський промисловець, лікар і політик (*1920)
9 листопада — Рюштю Ердельхун, турецький військовик, начальник Генерального штабу Збройних сил Туреччини (*1894)
10 листопада — Джалу Курек, польський письменник, діяч краківського авангарду, головний редактор (*1904)
10 листопада — Манабендра Нараян Ларма, бангладешський політик (*1939)
10 листопада — Осман Юксель Серденгекті, турецький політик, журналіст і поет (*1917)
10 листопада — Пас Маркес-Бенітес, філіппінська письменниця, педагогиня і редакторка (*1894)
10 листопада — Хаді Сукатно, індонезійський художник (*1915)
11 листопада — Арно Бабаджанян, радянський композитор і піаніст вірменського походження (*1921)
11 листопада — Хосе Вільянуева, філіппінський боксер легшої ваги і тренер (*1913)
11 листопада — Вальтер Роман, румунський комуністичний активіст і політик єврейського походження, учасник громадянської війни в Іспанії (*1913)
12 листопада (зник безвісти) — Сантьяго Корелла, іспанський злочинець (*1954)
12 листопада — Даніель Джуліус Сомба, індонезійський військовий діяч (*1920)
12 листопада — Жоан Салес і Валлес, каталонський письменник, поет, перекладач і редактор (*1912)
13 листопада — Мендель Ставоровський, ізраїльський хірург (*1921)
13 листопада — Шизо Канакурі, японський марафонець (*1891)
15 листопада — Джон Ле Мезюр'є, англійський актор (*1912)
16 листопада — Дора Габе, болгарська поетеса, критикиня, театрознавиця (*1885)
16 листопада — Джанете Клер, бразильська письменниця, авторка серіалів (*1925)
17 листопада — Рене Шані, єврейська поетеса, дитяча письменниця, перекладачка та громадська діячка (*1937)
18 листопада — Еміль Венант, французький футболіст, тренер (*1907)
18 листопада — Марсель Даліо, французький кіноактор (*1899)
19 листопада — Том Еванс, англійський музикант (*1947)
22 листопада — Майкл Конрад, американський актор (*1925)
22 листопада — Хван Шін-док, корейська журналістка, педагогиня, громадська активістка і борчиня за права жінок під час японського колоніального періоду, педагогиня і феміністка у Південній Кореї (*1898)
23 листопада — Бажан Микола Платонович, український поет, перекладач, культуролог, енциклопедист, філософ, громадський діяч (*1904)
23 листопада — Вахід Мурад, пакистанський кіноактор, продюсер і сценарист (*1938)
23 листопада — М. Аслам, пакистанський поет і прозаїк мовою урду (*1885)
23 листопада — Сибольд ван Равестейн, нідерландський архітектор (*1889)
25 листопада — Гельфанд Володимир Натанович, радянський письменник-мемуарист, учасник Другої світової війни (*1923)
27 листопада — Мануель Скорса, перуанський поет, письменник і активіст (*1928)
27 листопада — Теотоніо Вілела, бразильський бізнесмен і політик (*1917)
27 листопада — Хорхе Ібаргуенґойтіа, мексиканський прозаїк і драматург (*1928)
28 листопада — Айнгеру Ірігараї, баскський письменник, лікар і член Інституту баскської мови (*1899)
28 листопада — Крістофер Джордж, американський актор (*1931)
30 листопада — Кос-Анатольський Анатолій Йосипович, український композитор (*1909)
30 листопада — Майкл Вітні, американський актор (*1931)
30 листопада — Річард Ллевелін, британський романіст валлійського походження (*1906)

## Грудень

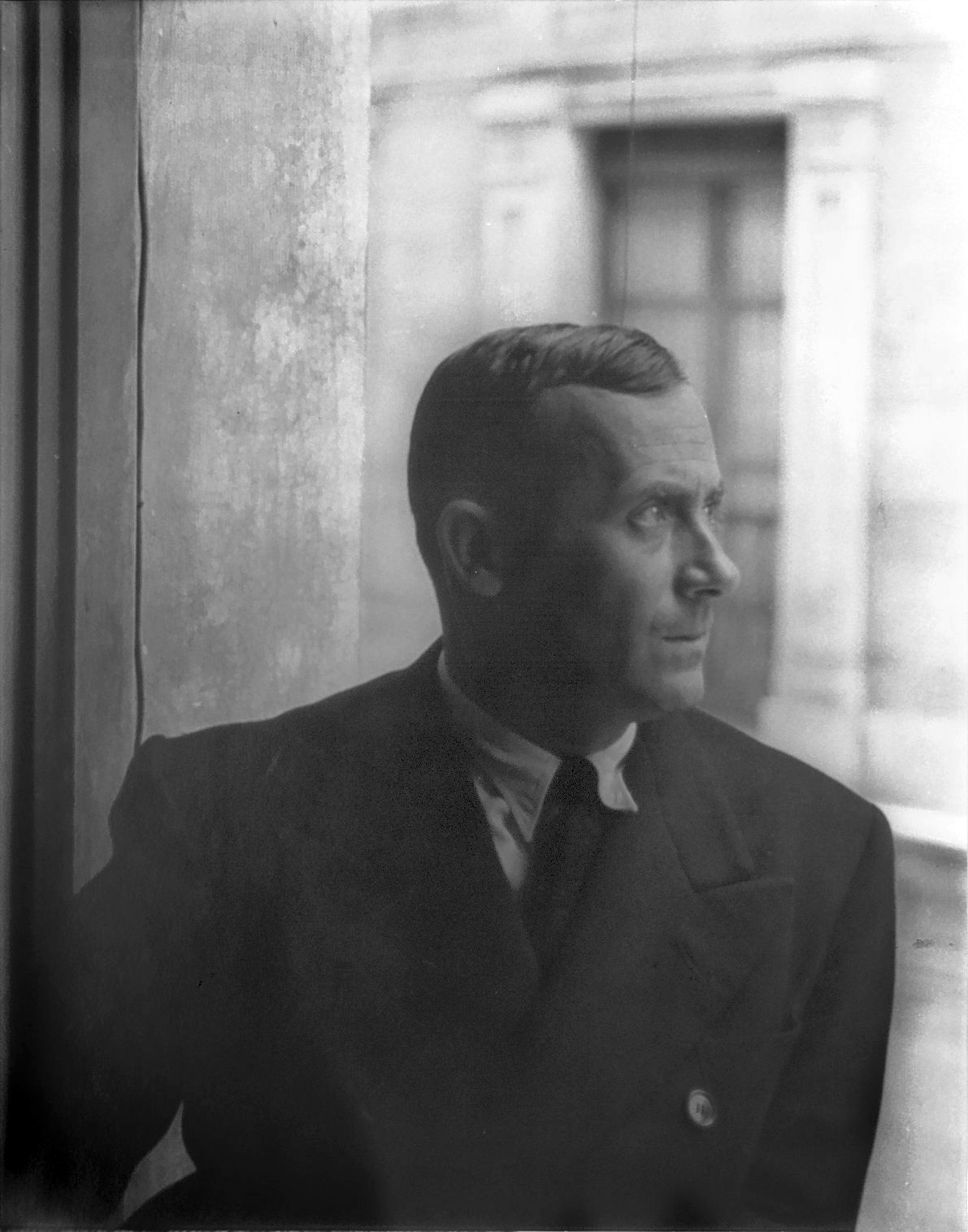
Жуан Міро
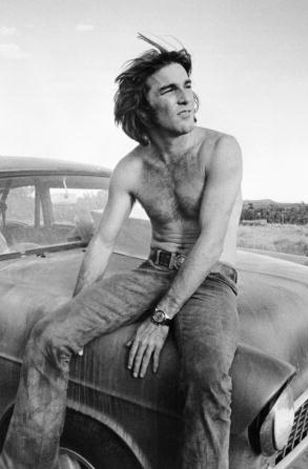
Денніс Вілсон
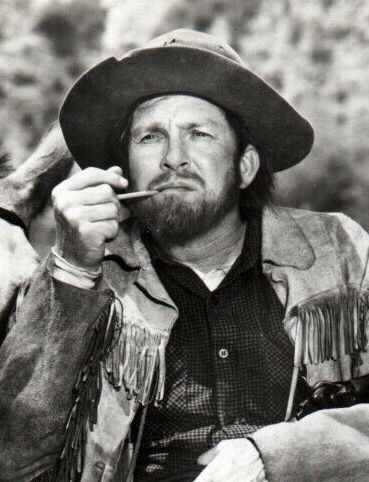
Слім Пікенс

5 грудня — Ліндал Урвік, британський підприємець, економіст, мислитель і фахівець з теорії управління (*1891)
5 грудня — Роберт Олдріч, американський кінорежисер, сценарист і продюсер (*1918)
5 грудня — Мохамед Галал Кешк, єгипетський ісламський мислитель (*1929)
6 грудня — Марія Ламас, португальська письменниця, перекладачка, журналістка та політична активістка-феміністка (*1893)
6 грудня — Мір Гул Хан Насір, пакистанський поет і активіст з Белуджистану (*1914)
6 грудня — Умберто Террачіні, італійський політик і антифашист (*1895)
6 грудня — Хо Інь, підприємець і політик Макао (*1908)
7 грудня — Фанні Кано, мексиканська акторка (*1944)
8 грудня — Кіт Голіок, прем'єр-міністр Нової Зеландії (1957, 1960—1972), генерал-губернатор Нової Зеландії (1977—1980) (*1904)
8 грудня — Чхве Джон Мін, південнокорейський футболіст, тренер (*1930)
8 грудня — Слім Пікенс, американський актор і виконавець родео (*1919)
9 грудня — Алі Васиб Ефенді, османський принц у 23-му поколінні, глава османської династії (*1903)
9 грудня — Шах Наваз Хан, офіцер Індійської національної армії, політик і борець за свободу (*1914)
11 грудня — Ніл Річі, офіцер британської армії, який служив у Першій та Другій світових війнах (*1897)
12 грудня — Амза Пелля, румунський актор (*1931)
13 грудня — Мері Рено, англійська письменниця (*1905)
13 грудня — Никита Стенеску, румунський поет і есеїст (*1933)
13 грудня — Бахія Хафез, єгипетська сценаристка, композиторка, режисерка, монтажерка, продюсерка і акторка (*1908)
13 грудня — Велімір Терзіч, генерал-полковник ЮНА та історик, учасник Другої світової війни в Югославії (*1908)
13 грудня — Масахіро Ясуока, японський знавець І-Цзін, філософ і мислитель (*1898)
15 грудня — Іден Гартфорд, американська кіноакторка (*1930)
16 грудня — Александров Григорій Васильович, російський радянський кінорежисер і сценарист (*1903)
18 грудня — Віктор Тернер, британський антрополог (*1920)
18 грудня — Прафулла Чандра Гош, індійський бенгальський політик (*1891)
19 грудня — Богатський Олексій Всеволодович, український хімік‑органік, ректор Одеського державного університету імені І. І. Мечникова (1970—1975) (*1929)
20 грудня — Білл Брандт, британський фотограф (*1904)
20 грудня — Абделла бен Мохаммед Алауї, алавітський принц, член марокканської королівської родини (*1935)
20 грудня — Таро Такемі, японський лікар, вчений, політичний діяч (*1904)
21 грудня — Поль де Ман, бельгійський теоретик літератури, критик і філософ (*1919)
21 грудня — К'єлл Бондевік, норвезький політик (*1901)
21 грудня — Род Кемерон, канадський актор кіно та телебачення (*1910)
22 грудня — Чарльз Ллойд-Пак, британський актор (*1902)
25 грудня — Жуан Міро, каталонський художник, скульптор та графік (*1893)
26 грудня — Вайолет Карсон, британська акторка радіо, сцени та телебачення, співачка та піаністка (*1898)
27 грудня — Луїс Мескіта де Олівейра, бразильський футболіст (*1911)
27 грудня — Вальтер Скотт, американський співак (*1943)
27 грудня — Кім Йон, китайський кіноактор корейського походження (*1910)
27 грудня — Хусін Лубіс, індонезійський актор (*1899)
28 грудня — Денніс Вілсон, американський музикант (The Beach Boys) (*1944)
28 грудня — Вільям Демарест, американський актор (*1892)
28 грудня — Г.С. Гурьє, індійський вчений-соціолог (*1893)
28 грудня — Ежен Шабуд, французький автогонщик (*1907)
29 грудня — Веневітінова Галина Іванівна, радянська акторка театру та кіно (*1949)
31 грудня — Дітер Бокхорн, німецька знаменитість (*1938)

## Місяць невідомий
1983 — Данг Кім Гіанг, генерал-майор Народної Армії В'єтнаму (*1910)
1983 — Кайлаш Нат Каул, індійський ботанік, агроном, садівник, фармаколог і натураліст (*1905)
1983 — Латіфа бін Хамдан бін Заїд Аль Нахаян, донька правителя Абу-Дабі шейха Хамдана бін Заїда Аль Нахаяна (*1919)
1983 — Махабуб Алам Чаші, бангладешський громадський діяч і урядовець (*1927)
1983 — Мохаммад Боруджерді, іранський командир Корпусу вартових Ісламської революції під час ірано-іракської війни (*1955)
1983 — Мохаммад Хоссейн Мірза Фіруз, іранський принц з династії Каджарів (*1894)
1983 — Мукрін бін Сауд бін Абдель Азіз Аль Сауд, двадцять другий син короля Саудівської Аравії Сауда ібн Абдель Азіза Аль Сауда (*1950)
1983 — Мутлак Алдіабі, саудівський телеведучий, поет і співак (*1928)
1983 — Прафулла Чандра Ґош, індійський політик (*1891)
1983 — Реза Радманеш, іранський фізик, комуністичний політик і генеральний секретар Народної партії Ірану (*1905)
1983 — Санія Хаббуб, ліванська лікарка (*1901)
1983 — Сардар Індер Сінгх, сикхський індійський промисловець (*1890)
1983 — Стана Томашевич, югославська партизанка, учасниця Другої світової війни в Югославії, громадсько-політична діячка Чорногорії та СФРЮ та дипломатка (*1921)
1983 — Трук Дуонг, в'єтнамський драматург (*1911)
1983 — Туан Нгуєн, в'єтнамський поет, декламатор і перекладач (*1933)
1983 — У Мінджі, тайвансько-японський бейсболіст (*1911)
1983 — Фан Луу Тхань, в'єтнамський революціонер, політичний діяч (*1906)
1983 — Філота Філа, югославський і сербський юрист цінцарського походження (*1914)
1983 — Хасан Азарфар, іранський політичний активіст (*1933)
1983 — Хасан Арфа, іранський генерал і посол династії Пехлеві (*1895)
1983 — Цао Сюань Хуй, в'єтнамський філософ-дослідник, сходознавець (*1900)
1983 — Чжао Чжихуа, генерал-майор армії Китайської Республіки (*1914)
1983 — Чионг Тхі Сау, в'єтнамська політикиня і громадська діячка (*1899)